# Morti nel 1987
| Questa pagina contiene informazioni ricavate automaticamente dalle voci biografiche con l'ausilio del template Bio e di un bot. L'aggiornamento è periodico e automatico e ricostruisce completamente la pagina. Se manca una persona in questa lista, sei pregato di non aggiungerla, ma accertati piuttosto che la sua voce biografica contenga il template Bio e che i dati anagrafici siano correttamente compilati. Se il template Bio manca, inseriscilo tu stesso o, in alternativa, metti l'avviso {{tmp\|Bio}} che ne segnala la mancanza. Se i dati riportati sono sbagliati, correggi direttamente la voce biografica; le modifiche saranno visibili in questa lista entro pochi giorni. Per chiarimenti vedi il progetto biografie. La lista contiene solo le 1.238 persone che sono citate nell'enciclopedia e per le quali è stato implementato correttamente il template Bio. Pagina aggiornata al 18 ago 2025. |

## Gennaio(95)
- 1º gennaio - Antonio Altomonte, scrittore e giornalista italiano (n. 1934)
- 1º gennaio - Mario Scanu, cantante italiano (n. 1910)
- 1º gennaio - Gustavo Teixeira, calciatore portoghese (n. 1908)
- 2 gennaio - Samarandra Chatterjee, pallanuotista indiano (n. 1922)
- 2 gennaio - Hazel Daly, attrice statunitense (n. 1895)
- 2 gennaio - Arthur Gould-Porter, attore inglese (n. 1905)
- 2 gennaio - Armando Silli, scacchista italiano (n. 1917)
- 2 gennaio - Jean de Gribaldy, ciclista su strada e dirigente sportivo francese (n. 1922)
- 3 gennaio - Massimo Grillandi, scrittore, poeta e traduttore italiano (n. 1921)
- 3 gennaio - Rodolfo Kuhn, regista, sceneggiatore e produttore cinematografico argentino (n. 1934)
- 4 gennaio - Grace Williams, attrice statunitense (n. 1894)
- 5 gennaio - Margaret Laurence, scrittrice e giornalista canadese (n. 1926)
- 5 gennaio - Lodovico Maschiella, politico e giornalista italiano (n. 1923)
- 5 gennaio - Geoffrey Mason, bobbista statunitense (n. 1902)
- 5 gennaio - Ambrogio Portalupi, ciclista su strada italiano (n. 1943)
- 5 gennaio - Frank Stack, pattinatore di velocità su ghiaccio canadese (n. 1906)
- 6 gennaio - João Gaspar Simões, critico letterario, saggista e scrittore portoghese (n. 1903)
- 7 gennaio - Jesús Narro, calciatore spagnolo (n. 1922)
- 7 gennaio - Guido Venegoni, politico, sindacalista e partigiano italiano (n. 1919)
- 8 gennaio - Da Rovere, paroliere e editore italiano (n. 1903)
- 8 gennaio - Giovanni Ghio, calciatore italiano (n. 1901)
- 8 gennaio - Eric M. Hassberg, compositore di scacchi statunitense (n. 1918)
- 8 gennaio - Ezio Mutti, pittore e scultore italiano (n. 1906)
- 8 gennaio - Gualtiero Zanetti, giornalista italiano (n. 1922)
- 9 gennaio - Arthur Lake, attore statunitense (n. 1905)
- 10 gennaio - Håkan Malmrot, nuotatore svedese (n. 1900)
- 10 gennaio - Arnaldo Rivera, imprenditore e partigiano italiano (n. 1919)
- 10 gennaio - Alfredo Zazo, storico e politico italiano (n. 1889)
- 11 gennaio - Jacques Hérold, pittore rumeno (n. 1910)
- 11 gennaio - Sergej Kurilov, attore sovietico (n. 1914)
- 12 gennaio - Giuseppe Asquini, politico italiano (n. 1901)
- 12 gennaio - Giuseppe Raggio, calciatore italiano (n. 1898)
- 12 gennaio - André Tassin, calciatore francese (n. 1902)
- 12 gennaio - Ernesto Valentini, psicologo e gesuita italiano (n. 1907)
- 13 gennaio - Vladimir Alekseevič Alatorcev, scacchista sovietico (n. 1909)
- 13 gennaio - Igor' Vladimirovič Il'inskij, attore e regista sovietico (n. 1901)
- 13 gennaio - Solita Salgado, aviatrice e nuotatrice colombiana (n. 1914)
- 13 gennaio - Ettore Zini, allenatore di calcio e calciatore italiano (n. 1907)
- 13 gennaio - Anatolij Vasil'evič Ėfros, regista sovietico (n. 1925)
- 14 gennaio - Lajos Godán, calciatore ungherese (n. 1952)
- 14 gennaio - Douglas Sirk, regista tedesco (n. 1897)
- 14 gennaio - Giusto Tolloy, militare, partigiano e politico italiano (n. 1907)
- 15 gennaio - Ray Bolger, attore statunitense (n. 1904)
- 15 gennaio - Mark Borisovič Mitin, filosofo e storico sovietico (n. 1901)
- 15 gennaio - Aníbal Muñoz Duque, cardinale e arcivescovo cattolico colombiano (n. 1908)
- 16 gennaio - Tommaso Giglio, giornalista, poeta e traduttore italiano (n. 1923)
- 16 gennaio - Rolando Hammer, cestista cileno (n. 1921)
- 16 gennaio - Joyce Jameson, attrice statunitense (n. 1927)
- 16 gennaio - María Dhialma Tiberti, scrittrice argentina (n. 1928)
- 16 gennaio - Earl Wilson, giornalista e scrittore statunitense (n. 1907)
- 17 gennaio - Mario Checcacci, canottiere italiano (n. 1910)
- 17 gennaio - Hugo Fregonese, regista cinematografico, sceneggiatore e giornalista argentino (n. 1908)
- 17 gennaio - Gu Zhutong, generale e politico cinese (n. 1893)
- 17 gennaio - Aldo Perani, calciatore italiano (n. 1907)
- 17 gennaio - Giuseppe Spinelli, politico italiano (n. 1908)
- 18 gennaio - Renato Guttuso, pittore e politico italiano (n. 1911)
- 19 gennaio - Agnellus Andrew, vescovo cattolico scozzese (n. 1908)
- 19 gennaio - Josef Henselmann, scultore tedesco (n. 1898)
- 19 gennaio - Michelangelo Iorio, politico italiano (n. 1906)
- 19 gennaio - Harry Keller, regista, montatore e produttore cinematografico statunitense (n. 1913)
- 19 gennaio - Lawrence Kohlberg, psicologo statunitense (n. 1927)
- 20 gennaio - Mukai Kuma, pittore giapponese (n. 1908)
- 21 gennaio - Arrigo Giacomo Camosso, paroliere italiano (n. 1908)
- 21 gennaio - Ikki Kajiwara, fumettista giapponese (n. 1936)
- 22 gennaio - Georges Buchard, schermidore francese (n. 1893)
- 22 gennaio - Budd Dwyer, politico statunitense (n. 1939)
- 22 gennaio - Fabio Metelli, psicologo e insegnante italiano (n. 1907)
- 23 gennaio - Bernhardt J. Hurwood, scrittore statunitense (n. 1926)
- 23 gennaio - Neo Chwee Kok, nuotatore singaporiano (n. 1931)
- 24 gennaio - Tetsuji Murakami, karateka giapponese (n. 1927)
- 25 gennaio - Asim Ferhatović, calciatore jugoslavo (n. 1933)
- 25 gennaio - Sven Lindqvist, calciatore svedese (n. 1903)
- 25 gennaio - Mihrişah Sultan, principessa ottomana (n. 1916)
- 25 gennaio - Piero Vida, attore italiano (n. 1938)
- 26 gennaio - Charles Wolcott, compositore statunitense (n. 1906)
- 27 gennaio - Samuel G. Fuqua, ammiraglio statunitense (n. 1899)
- 27 gennaio - Norman McLaren, regista scozzese (n. 1914)
- 27 gennaio - Clara Thalmann, giornalista e anarchica svizzera (n. 1908)
- 28 gennaio - Galo Plaza, politico ecuadoriano (n. 1906)
- 28 gennaio - Conrado Portas, calciatore spagnolo (n. 1901)
- 29 gennaio - Renato Barneschi, scrittore e giornalista italiano (n. 1928)
- 29 gennaio - Carlo Cassola, scrittore, saggista e partigiano italiano (n. 1917)
- 29 gennaio - Emvin Cremona, artista maltese (n. 1919)
- 29 gennaio - Giuseppe Carlo Ferrari, calciatore e allenatore di calcio italiano (n. 1910)
- 29 gennaio - Jan Hartong, compositore di scacchi olandese (n. 1902)
- 29 gennaio - Vincent Impellitteri, politico italiano (n. 1900)
- 29 gennaio - Gerhard Klopfer, poliziotto tedesco (n. 1905)
- 29 gennaio - Pilar di Baviera, principessa tedesca (n. 1891)
- 29 gennaio - Cosimo Luigi Miccoli, militare italiano (n. 1959)
- 29 gennaio - Hiroaki Zakoji, compositore giapponese (n. 1958)
- 30 gennaio - Cesare Bonacossa, editore e giornalista italiano (n. 1914)
- 30 gennaio - Osvaldo Cagnasso, politico e antifascista italiano (n. 1901)
- 30 gennaio - Giuseppe Ferraris, politico italiano (n. 1903)
- 30 gennaio - Giovanni Battista Semino, pittore e scultore italiano (n. 1912)
- 31 gennaio - Yves Allégret, regista e sceneggiatore francese (n. 1905)

## Febbraio(88)
- 1º febbraio - Alessandro Blasetti, regista, sceneggiatore e montatore italiano (n. 1900)
- 1º febbraio - Sala Burton, politica statunitense (n. 1925)
- 1º febbraio - Gustav Knuth, attore tedesco (n. 1901)
- 1º febbraio - Gianni Toppan, calciatore italiano (n. 1920)
- 2 febbraio - Carlos José Castilho, calciatore e allenatore di calcio brasiliano (n. 1927)
- 2 febbraio - Alfred Lion, produttore discografico tedesco (n. 1908)
- 2 febbraio - Alistair MacLean, scrittore britannico (n. 1922)
- 2 febbraio - Edna Manley, scultrice e politica giamaicana (n. 1900)
- 2 febbraio - Mary McKinney, supercentenaria statunitense (n. 1873)
- 2 febbraio - Jakov Borisovič Ėstrin, scacchista sovietico (n. 1923)
- 3 febbraio - Nobuhito, principe Takamatsu, principe e militare giapponese (n. 1905)
- 4 febbraio - Georges Bauer, pallanuotista lussemburghese (n. 1904)
- 4 febbraio - Meena Keshwar Kamal, attivista afghana (n. 1956)
- 4 febbraio - Liberace, attore, pianista e personaggio televisivo statunitense (n. 1919)
- 4 febbraio - Carl Rogers, psicologo statunitense (n. 1902)
- 4 febbraio - Nera Simi, pittrice italiana (n. 1890)
- 5 febbraio - Vando Aldrovandi, partigiano e antifascista italiano (n. 1918)
- 5 febbraio - William Collier, attore, produttore cinematografico e produttore televisivo statunitense (n. 1902)
- 5 febbraio - Bessie Learn, attrice statunitense (n. 1888)
- 5 febbraio - Gustav Lehner, calciatore croato (n. 1913)
- 5 febbraio - Otto Wöhler, generale e criminale di guerra tedesco (n. 1894)
- 6 febbraio - Lina Marengo, attrice italiana (n. 1888)
- 6 febbraio - Giuseppe Selmi, violoncellista e compositore italiano (n. 1912)
- 7 febbraio - John Leypoldt, giocatore di football americano statunitense (n. 1946)
- 7 febbraio - Cristoforo Pezzini, politico italiano (n. 1892)
- 7 febbraio - Claudio Villa, cantante e attore italiano (n. 1926)
- 7 febbraio - Adriaan van Wijngaarden, matematico e informatico olandese (n. 1916)
- 8 febbraio - Bronisława Wajs, poeta e cantante polacca (n. 1908)
- 9 febbraio - Elio Bavutti, ciclista su strada italiano (n. 1914)
- 9 febbraio - Giovanni Bertinotti, calciatore italiano (n. 1894)
- 9 febbraio - Louis Plack Hammett, chimico e fisico statunitense (n. 1894)
- 10 febbraio - Angela e Luciana Giussani, fumettista, editrice e modella italiana (n. 1922)
- 10 febbraio - William Rose, sceneggiatore statunitense (n. 1914)
- 11 febbraio - Mark Ashton, attivista e politico britannico (n. 1960)
- 11 febbraio - Dante Cavazzini, filantropo e mecenate italiano (n. 1890)
- 11 febbraio - Francesco Gabriotti, calciatore italiano (n. 1914)
- 11 febbraio - Andy Linden, pilota automobilistico statunitense (n. 1922)
- 12 febbraio - Gutierrez Michele Spadafora, politico italiano (n. 1903)
- 12 febbraio - Lang Jeffries, attore canadese (n. 1930)
- 12 febbraio - Shōzō Makino, nuotatore giapponese (n. 1915)
- 12 febbraio - Ted Osborne, attore statunitense (n. 1905)
- 12 febbraio - Dennis Poore, pilota automobilistico britannico (n. 1916)
- 12 febbraio - Raymond Vouel, giornalista e politico lussemburghese (n. 1923)
- 13 febbraio - Bruna Tamaro Forlati, archeologa italiana (n. 1897)
- 14 febbraio - Juan Del Prete, pittore italiano (n. 1897)
- 14 febbraio - Dmitrij Borisovič Kabalevskij, compositore e politico sovietico (n. 1904)
- 15 febbraio - Jean Laviron, regista e sceneggiatore francese (n. 1915)
- 15 febbraio - Guido Pajetta, pittore italiano (n. 1898)
- 16 febbraio - Roberto De Monticelli, scrittore, giornalista e critico teatrale italiano (n. 1919)
- 17 febbraio - Leo Anchóriz, attore, sceneggiatore e direttore artistico spagnolo (n. 1932)
- 17 febbraio - Hal K. Dawson, attore statunitense (n. 1896)
- 17 febbraio - Jaakko Friman, pattinatore di velocità su ghiaccio finlandese (n. 1904)
- 17 febbraio - Romola Remus, attrice statunitense (n. 1900)
- 17 febbraio - Verree Teasdale, attrice statunitense (n. 1903)
- 17 febbraio - Hans Tetzner, calciatore olandese (n. 1898)
- 18 febbraio - Silvio Pietroboni, calciatore italiano (n. 1904)
- 18 febbraio - Giovanni Savonuzzi, ingegnere e designer italiano (n. 1911)
- 19 febbraio - Charles Bouleau, pittore, incisore e saggista francese (n. 1906)
- 19 febbraio - Henry-Russell Hitchcock, storico e docente statunitense (n. 1903)
- 20 febbraio - Edgar P. Jacobs, fumettista belga (n. 1904)
- 20 febbraio - Joseph Parecattil, cardinale indiano (n. 1912)
- 20 febbraio - Lev Aleksandrovič Rusov, pittore russo (n. 1926)
- 21 febbraio - Pëtr Grigorenko, militare sovietico (n. 1907)
- 21 febbraio - Noel Odell, geologo e alpinista britannico (n. 1890)
- 22 febbraio - Umberto Lenzini, imprenditore, dirigente sportivo e calciatore statunitense (n. 1912)
- 22 febbraio - Furio Rendine, compositore e arrangiatore italiano (n. 1920)
- 22 febbraio - John Paul Scott, criminale statunitense (n. 1927)
- 22 febbraio - Bob Tonelli, attore italiano (n. 1929)
- 22 febbraio - Andy Warhol, pittore, grafico e illustratore statunitense (n. 1928)
- 22 febbraio - Glenway Wescott, scrittore statunitense (n. 1901)
- 23 febbraio - Antonio Abete, imprenditore italiano (n. 1905)
- 23 febbraio - José Afonso, cantautore portoghese (n. 1929)
- 23 febbraio - Robert Braet, calciatore belga (n. 1912)
- 23 febbraio - William Droegemueller, astista statunitense (n. 1906)
- 23 febbraio - Umberto Florenzani, vescovo cattolico italiano (n. 1919)
- 23 febbraio - Francesco Franceschini, politico italiano (n. 1908)
- 23 febbraio - Arturo Gilardoni, ingegnere e imprenditore italiano (n. 1905)
- 23 febbraio - Esmond Knight, attore britannico (n. 1906)
- 23 febbraio - Edward Lansdale, generale statunitense (n. 1908)
- 23 febbraio - Andrea Poli, calciatore italiano (n. 1901)
- 25 febbraio - James Coco, attore statunitense (n. 1930)
- 25 febbraio - Edgar Nixon, attivista statunitense (n. 1899)
- 27 febbraio - Franciszek Blachnicki, presbitero polacco (n. 1921)
- 27 febbraio - Jose Diokno, politico, attivista e avvocato filippino (n. 1922)
- 27 febbraio - Salvatore Oppes, cavaliere italiano (n. 1909)
- 28 febbraio - Joan Greenwood, attrice britannica (n. 1921)
- 28 febbraio - Nora Kaye, ballerina, coreografa e produttrice cinematografica statunitense (n. 1920)
- 28 febbraio - Anny Ondra, attrice ceca (n. 1902)

## Marzo(101)
- 1º marzo - Tony Kelly, cestista statunitense (n. 1919)
- 1º marzo - Beatrice Mancini, attrice italiana (n. 1917)
- 1º marzo - Martinho Oliveira, calciatore portoghese (n. 1898)
- 1º marzo - Giovanni Perari, politico italiano (n. 1941)
- 1º marzo - Wolfgang Seidel, pilota di Formula 1 tedesco (n. 1926)
- 1º marzo - Bertrand de Jouvenel, filosofo, politico e economista francese (n. 1903)
- 2 marzo - Jean-Pierre Mourier, calciatore francese (n. 1941)
- 2 marzo - Randolph Scott, attore statunitense (n. 1898)
- 3 marzo - Pietro Gramigna, militare italiano (n. 1912)
- 3 marzo - Danny Kaye, attore, cantante e ballerino statunitense (n. 1913)
- 3 marzo - Balilla Lombardi, calciatore italiano (n. 1916)
- 5 marzo - Ludwig Apfelbeck, ingegnere austriaco (n. 1903)
- 5 marzo - Georges Arnaud, scrittore, giornalista e drammaturgo francese (n. 1917)
- 6 marzo - Alfredo Boni, geologo e paleontologo italiano (n. 1909)
- 6 marzo - Wim Lagendaal, calciatore olandese (n. 1909)
- 6 marzo - John Spencer Trimingham, islamista britannico (n. 1904)
- 7 marzo - Henri Decaë, direttore della fotografia francese (n. 1915)
- 7 marzo - Waldo Salt, sceneggiatore statunitense (n. 1914)
- 7 marzo - Jurij Stepanovič Čuljukin, regista e attore sovietico (n. 1929)
- 8 marzo - Friedrich Markgraf, botanico tedesco (n. 1897)
- 8 marzo - Enrico Paresce, politico italiano (n. 1895)
- 9 marzo - Bobby Locke, golfista sudafricano (n. 1917)
- 10 marzo - George Glamack, cestista e allenatore di pallacanestro statunitense (n. 1918)
- 10 marzo - Santeri Levas, scrittore e fotografo finlandese (n. 1899)
- 10 marzo - Johannes Quasten, teologo tedesco (n. 1900)
- 11 marzo - Laerte Milani, scultore e regista cinematografico italiano (n. 1913)
- 12 marzo - Cesare Acutis, critico letterario e traduttore italiano (n. 1936)
- 12 marzo - Ferruccio Dalla Torre, bobbista italiano (n. 1931)
- 12 marzo - Frans Kuijper, pallanuotista e nuotatore olandese (n. 1900)
- 12 marzo - Richard Levinson, sceneggiatore e produttore televisivo statunitense (n. 1934)
- 12 marzo - Dominique Marie Lê Hữu Cung, vescovo cattolico vietnamita (n. 1898)
- 13 marzo - Bernhard Grzimek, veterinario, etologo e zoologo tedesco (n. 1909)
- 13 marzo - Gerald Moore, pianista inglese (n. 1899)
- 14 marzo - Fredericus Henricus Maria van Straelen, ammiraglio olandese (n. 1899)
- 15 marzo - Aldo Bargero, medico italiano (n. 1924)
- 15 marzo - Alfonso Di Pasquale, pittore italiano (n. 1899)
- 15 marzo - Léon Fleuriot, linguista e storico francese (n. 1923)
- 15 marzo - Sadri Usuoğlu, cestista, allenatore di calcio e calciatore turco (n. 1908)
- 16 marzo - Zietta Liù, scrittrice e giornalista italiana (n. 1900)
- 16 marzo - Vivian Martin, attrice statunitense (n. 1893)
- 16 marzo - Raymond Passello, calciatore svizzero (n. 1905)
- 16 marzo - Isaak Pattiwael, calciatore indonesiano (n. 1914)
- 16 marzo - Rosario Romeo, storico e politico italiano (n. 1924)
- 16 marzo - Johann Otto von Spreckelsen, architetto danese (n. 1929)
- 16 marzo - Andrej Zazroev, calciatore sovietico (n. 1925)
- 17 marzo - Georg Lammers, velocista tedesco (n. 1905)
- 17 marzo - Antonio Lopez, illustratore statunitense (n. 1943)
- 17 marzo - Athos Panciroli, calciatore italiano (n. 1919)
- 17 marzo - Salvatore Toma, poeta italiano (n. 1951)
- 17 marzo - Hjördis Töpel, tuffatrice e nuotatrice svedese (n. 1904)
- 17 marzo - Santo Trafficante Jr., mafioso statunitense (n. 1914)
- 18 marzo - Milorad Arsenijević, calciatore e allenatore di calcio jugoslavo (n. 1906)
- 18 marzo - Kari Diesen, attrice norvegese (n. 1914)
- 18 marzo - Gustav Rehn, calciatore norvegese (n. 1914)
- 19 marzo - Louis de Broglie, fisico, matematico e storico francese (n. 1892)
- 19 marzo - Emile Meyer, attore statunitense (n. 1910)
- 19 marzo - Harold Rosenthal, saggista e critico musicale inglese (n. 1917)
- 20 marzo - Joe Fitzgerald, hockeista su ghiaccio statunitense (n. 1904)
- 20 marzo - Luigi Gandini, canottiere italiano (n. 1928)
- 20 marzo - Licio Giorgieri, generale italiano (n. 1925)
- 20 marzo - Norman Harris, chitarrista, cantautore e produttore discografico statunitense (n. 1947)
- 20 marzo - Ernst Karlberg, hockeista su ghiaccio svedese (n. 1901)
- 20 marzo - Russell Ohl, inventore e fisico statunitense (n. 1898)
- 20 marzo - Rita Streich, soprano tedesco (n. 1920)
- 21 marzo - Dean Paul Martin, cantante, attore e aviatore statunitense (n. 1951)
- 21 marzo - Robert Preston, attore e cantante statunitense (n. 1918)
- 21 marzo - Jacob Taubes, insegnante, filosofo e rabbino austriaco (n. 1923)
- 22 marzo - Angelo Rossi, partigiano e attivista italiano (n. 1915)
- 22 marzo - Joan Shawlee, attrice statunitense (n. 1926)
- 23 marzo - Vincenzo Di Meglio, politico italiano (n. 1903)
- 23 marzo - Maurice Labro, regista francese (n. 1910)
- 23 marzo - Keith Richards, attore statunitense (n. 1915)
- 23 marzo - Ilse Totzke, musicista tedesca (n. 1913)
- 24 marzo - Umberto Bosco, critico letterario, storico della letteratura e italianista italiano (n. 1900)
- 24 marzo - Vicente Calderón Pérez-Cavada, imprenditore, banchiere e dirigente sportivo spagnolo (n. 1913)
- 24 marzo - Orsola Rivata, religiosa italiana (n. 1897)
- 25 marzo - Carolin Babcock, tennista statunitense (n. 1912)
- 25 marzo - Ivan Petrovič Ivanov-Vano, regista e sceneggiatore sovietico (n. 1900)
- 25 marzo - Henry Labouisse, diplomatico statunitense (n. 1904)
- 25 marzo - Moustache, batterista, attore e imprenditore francese (n. 1929)
- 25 marzo - Fanny Vialardi di Sandigliano, cavallerizza italiana (n. 1897)
- 26 marzo - Walter Abel, attore statunitense (n. 1898)
- 26 marzo - Lucio Balestrieri, storico e economista italiano (n. 1930)
- 26 marzo - Henrieta Delavrancea, architetta rumena (n. 1897)
- 26 marzo - Eugen Jochum, direttore d'orchestra tedesco (n. 1902)
- 26 marzo - Romano Ledda, giornalista e politico italiano (n. 1930)
- 26 marzo - Georg Muche, pittore tedesco (n. 1895)
- 26 marzo - Erich Römer, hockeista su ghiaccio tedesco (n. 1894)
- 27 marzo - Giuseppe Ambrosoli, medico, presbitero e missionario italiano (n. 1923)
- 27 marzo - Jacques Chalifour, cestista francese (n. 1926)
- 28 marzo - Alphonse Amadou Alley, politico beninese (n. 1930)
- 28 marzo - Antonio Quarantotto, nuotatore italiano (n. 1895)
- 28 marzo - Maria Augusta Trapp, cantante e scrittrice austriaca (n. 1905)
- 28 marzo - Patrick Troughton, attore britannico (n. 1920)
- 28 marzo - Valéria Tyrolová, cestista cecoslovacca (n. 1936)
- 29 marzo - Mario Formenton, dirigente d'azienda e editore italiano (n. 1928)
- 29 marzo - József Kovács, mezzofondista ungherese (n. 1926)
- 29 marzo - Mario Montesanto, calciatore e allenatore di calcio italiano (n. 1909)
- 30 marzo - Pëtr Gusev, ballerino, coreografo e direttore artistico sovietico (n. 1904)
- 30 marzo - Giorgio Pini, politico e giornalista italiano (n. 1899)
- 31 marzo - Corrado Zorzin, calciatore italiano (n. 1921)

## Aprile(99)
- 1º aprile - Lodovico Morando, pittore italiano (n. 1917)
- 1º aprile - Antonio Oña de Echave, vescovo cattolico spagnolo (n. 1905)
- 1º aprile - Vladimir Ivanovič Popov, regista e animatore sovietico (n. 1930)
- 2 aprile - Bruno Artuso, calciatore e allenatore di calcio italiano (n. 1923)
- 2 aprile - Henri Cochet, tennista francese (n. 1901)
- 2 aprile - Buddy Rich, batterista statunitense (n. 1917)
- 2 aprile - Elie Rous, allenatore di calcio inglese (n. 1909)
- 2 aprile - Harry Watt, regista statunitense (n. 1906)
- 2 aprile - Vittorio de Miro d'Aieta, educatore e politico italiano (n. 1918)
- 3 aprile - Hans Cattini, hockeista su ghiaccio e allenatore di hockey su ghiaccio svizzero (n. 1914)
- 3 aprile - Aldo Franchini, medico italiano (n. 1910)
- 3 aprile - Andrej Severnyj, astrofisico russo (n. 1913)
- 3 aprile - Luigi Tropeano, politico italiano (n. 1920)
- 4 aprile - Richard Ithamar Aaron, filosofo gallese (n. 1901)
- 4 aprile - Kurt Christmann, avvocato tedesco (n. 1907)
- 4 aprile - Chögyam Trungpa, filosofo tibetano (n. 1939)
- 4 aprile - C. L. Moore, scrittrice e sceneggiatrice statunitense (n. 1911)
- 4 aprile - Mario Sbardella, partigiano italiano (n. 1914)
- 4 aprile - Le Tari, attore statunitense (n. 1946)
- 5 aprile - Leabua Jonathan, politico lesothiano (n. 1914)
- 5 aprile - Mario Negri, scultore e critico d'arte italiano (n. 1916)
- 6 aprile - Bob van Osdel, altista statunitense (n. 1910)
- 6 aprile - Filippo Parola, calciatore italiano (n. 1925)
- 7 aprile - Rita Horky, cestista e allenatrice di pallacanestro statunitense (n. 1937)
- 7 aprile - Dénes Pataky, pattinatore artistico su ghiaccio ungherese (n. 1916)
- 7 aprile - Maxine Sullivan, cantante statunitense (n. 1911)
- 8 aprile - Tommy Abbott, ballerino, coreografo e attore statunitense (n. 1934)
- 8 aprile - Kevin McNamara, arcivescovo cattolico irlandese (n. 1926)
- 9 aprile - George Cummings, calciatore scozzese (n. 1913)
- 9 aprile - Horst Dassler, imprenditore tedesco (n. 1936)
- 9 aprile - Albert Flatley, allenatore di calcio e calciatore inglese (n. 1919)
- 10 aprile - Berta Drews, attrice tedesca (n. 1901)
- 10 aprile - Rosario Iozia, carabiniere italiano (n. 1962)
- 10 aprile - Mario Sdraulig, calciatore italiano (n. 1917)
- 11 aprile - Carlo Bestetti, editore italiano (n. 1934)
- 11 aprile - Erskine Caldwell, scrittore e giornalista statunitense (n. 1903)
- 11 aprile - Rudolf Karl Krause, pilota automobilistico tedesco (n. 1907)
- 11 aprile - Primo Levi, scrittore, chimico e partigiano italiano (n. 1919)
- 11 aprile - Licisco Magagnato, storico dell'arte e critico d'arte italiano (n. 1921)
- 11 aprile - Rodolfo M. Taboada, scrittore, giornalista e umorista argentino (n. 1913)
- 12 aprile - René Hardy, partigiano e scrittore francese (n. 1911)
- 12 aprile - Rafael Mújica, calciatore spagnolo (n. 1927)
- 12 aprile - Mike Von Erich, wrestler statunitense (n. 1964)
- 12 aprile - Wang Renmei, attrice e cantante cinese (n. 1914)
- 12 aprile - Hertha von Walther, attrice tedesca (n. 1903)
- 13 aprile - Herbert Blumer, sociologo statunitense (n. 1900)
- 13 aprile - Guido Sala, pilota motociclistico italiano (n. 1928)
- 14 aprile - Julius Sumner Miller, fisico e personaggio televisivo statunitense (n. 1909)
- 14 aprile - Solidea, cantante italiana (n. 1944)
- 15 aprile - Press Maravich, cestista e allenatore di pallacanestro statunitense (n. 1920)
- 15 aprile - Masatoshi Nakayama, karateka giapponese (n. 1913)
- 16 aprile - Juan Evangelista Venegas, pugile portoricano (n. 1929)
- 17 aprile - Carlton Barrett, batterista e percussionista giamaicano (n. 1950)
- 17 aprile - Colette Rosambert, tennista francese (n. 1910)
- 17 aprile - Dick Shawn, comico e attore statunitense (n. 1923)
- 17 aprile - Lorenzo Suber, calciatore italiano (n. 1912)
- 18 aprile - Adriano Bacchielli, latinista, traduttore e insegnante italiano (n. 1921)
- 18 aprile - Kenneth Cook, giornalista australiano (n. 1929)
- 18 aprile - Flavia Paulon, critica cinematografica, giornalista e sceneggiatrice italiana (n. 1906)
- 19 aprile - Salvatore Argento, produttore cinematografico italiano (n. 1914)
- 19 aprile - Georges Détré, aviatore francese (n. 1902)
- 19 aprile - Milt Kahl, animatore statunitense (n. 1909)
- 19 aprile - Paul Maye, ciclista su strada e pistard francese (n. 1913)
- 19 aprile - Maxwell Taylor, generale e diplomatico statunitense (n. 1901)
- 19 aprile - Antony Tudor, ballerino, coreografo e insegnante britannico (n. 1908)
- 20 aprile - Antonino Catalano, ciclista su strada italiano (n. 1932)
- 20 aprile - Nino Franchina, artista, disegnatore e scultore italiano (n. 1912)
- 20 aprile - Alberto Helios Gagliardo, pittore e incisore italiano (n. 1893)
- 20 aprile - Gianni Mineo, partigiano italiano (n. 1921)
- 20 aprile - Giovanni Tarello, giurista italiano (n. 1934)
- 20 aprile - Arturo Torres Carrasco, allenatore di calcio e calciatore cileno (n. 1906)
- 21 aprile - José Bañón, calciatore spagnolo (n. 1922)
- 21 aprile - Gustav Bergmann, filosofo e matematico austriaco (n. 1906)
- 21 aprile - Giovanni Battista Gianquinto, avvocato, politico e partigiano italiano (n. 1905)
- 21 aprile - Edith Green, politica e insegnante statunitense (n. 1910)
- 21 aprile - Juan Carlos Heredia, calciatore argentino (n. 1922)
- 21 aprile - Patrick Martin, bobbista statunitense (n. 1923)
- 21 aprile - Stanley Mason, chimico canadese (n. 1914)
- 22 aprile - Gioacchino Solinas, generale italiano (n. 1892)
- 23 aprile - Pierre Benoit, religioso francese (n. 1906)
- 23 aprile - Larry Bethea, giocatore di football americano statunitense (n. 1956)
- 23 aprile - Cristoforo De Amicis, pittore e decoratore italiano (n. 1902)
- 23 aprile - Mária Medvecká, pittrice slovacca (n. 1914)
- 24 aprile - Pablo Acosta Villarreal, criminale messicano (n. 1937)
- 24 aprile - Rosemary Carr, attrice statunitense (n. 1910)
- 24 aprile - Alexis Chantraine, calciatore e allenatore di calcio belga (n. 1901)
- 24 aprile - Gioachino Colombo, progettista italiano (n. 1903)
- 25 aprile - Blas Roca Calderío, politico cubano (n. 1908)
- 25 aprile - Dominique Dubarle, religioso e filosofo francese (n. 1907)
- 25 aprile - Enrico Tortonese, zoologo italiano (n. 1911)
- 27 aprile - Attila Hörbiger, attore austriaco (n. 1896)
- 27 aprile - Giancarlo Lapi, arbitro di calcio italiano (n. 1937)
- 28 aprile - Giacomo Del Mauro, ginnasta e pallamanista italiano (n. 1960)
- 28 aprile - Paul Martin, mezzofondista svizzero (n. 1901)
- 29 aprile - Gus Johnson, cestista e allenatore di pallacanestro statunitense (n. 1938)
- 29 aprile - Philip Lombardo, mafioso statunitense (n. 1908)
- 29 aprile - Angelo Scalzone, tiratore a volo italiano (n. 1931)
- 29 aprile - Harry Wolff, pugile svedese (n. 1905)
- 30 aprile - Marc Aaronson, astronomo statunitense (n. 1950)

## Maggio(88)
- 1º maggio - Vladimir Korol'kov, ingegnere e compositore di scacchi sovietico (n. 1907)
- 1º maggio - Dick Surhoff, cestista statunitense (n. 1929)
- 2 maggio - Raggio Montanari, calciatore italiano (n. 1912)
- 3 maggio - Trygve Arnesen, calciatore norvegese (n. 1915)
- 3 maggio - Dalida, cantante e attrice italiana (n. 1933)
- 3 maggio - Robert Degos, medico e dermatologo francese (n. 1904)
- 3 maggio - Viola Lyttelton, nobildonna inglese (n. 1912)
- 4 maggio - Paul Butterfield, armonicista e cantante statunitense (n. 1942)
- 4 maggio - Carolus Cergoly, poeta e giornalista italiano (n. 1908)
- 4 maggio - Cathryn Damon, modella e attrice statunitense (n. 1930)
- 4 maggio - Paul Groesse, scenografo ungherese (n. 1906)
- 4 maggio - Bruno Melissano, pugile italiano (n. 1942)
- 4 maggio - Robert Scrigni, cestista australiano (n. 1962)
- 5 maggio - Werner Buchwalder, ciclista su strada svizzero (n. 1914)
- 5 maggio - Phil Woolpert, cestista e allenatore di pallacanestro statunitense (n. 1915)
- 6 maggio - William Joseph Casey, agente segreto e politico statunitense (n. 1913)
- 6 maggio - Lucien Choury, pistard francese (n. 1898)
- 6 maggio - Stanislav Lusk, canottiere cecoslovacco (n. 1931)
- 6 maggio - Pietro Pistolese, avvocato e politico italiano (n. 1912)
- 6 maggio - Karel Plicka, regista e sceneggiatore cecoslovacco (n. 1894)
- 7 maggio - Colin Blakely, attore britannico (n. 1930)
- 8 maggio - Santi Emanuele Barberini, letterato italiano (n. 1914)
- 9 maggio - Jimmy Kruger, politico sudafricano (n. 1917)
- 9 maggio - Brian Shenton, velocista britannico (n. 1927)
- 11 maggio - James Angleton, agente segreto statunitense (n. 1917)
- 12 maggio - Luigi Carpentieri, produttore cinematografico italiano (n. 1920)
- 12 maggio - Victor Feldman, vibrafonista, batterista e pianista britannico (n. 1934)
- 12 maggio - Giancarlo Marinelli, cestista e allenatore di pallacanestro italiano (n. 1915)
- 12 maggio - Delos Thurber, altista statunitense (n. 1916)
- 12 maggio - Robert Trimboli, mafioso e imprenditore australiano (n. 1931)
- 13 maggio - Richard Ellmann, critico letterario e biografo statunitense (n. 1918)
- 14 maggio - Rita Hayworth, attrice, ballerina e cantante statunitense (n. 1918)
- 15 maggio - John Bøhleng, calciatore norvegese (n. 1910)
- 15 maggio - Wynne Gibson, attrice statunitense (n. 1905)
- 16 maggio - Mino Doletti, giornalista, critico cinematografico e sceneggiatore italiano (n. 1906)
- 17 maggio - Gunnar Myrdal, economista e politico svedese (n. 1898)
- 17 maggio - Georgij Ivanovič Petrov, ingegnere sovietico (n. 1912)
- 17 maggio - Renato Sanero, allenatore di calcio e calciatore italiano (n. 1907)
- 18 maggio - Santo Mazzarino, storico italiano (n. 1916)
- 18 maggio - Mario Vecchiatto, pugile italiano (n. 1931)
- 19 maggio - Hamid Reza Chitgar, politico e ingegnere iraniano (n. 1949)
- 19 maggio - Almerigo Grilz, politico e giornalista italiano (n. 1953)
- 19 maggio - Valentín Paz-Andrade, poeta, scrittore e politico spagnolo (n. 1898)
- 19 maggio - Stanisław Szukalski, scultore e pittore polacco (n. 1893)
- 19 maggio - James Tiptree Jr., autrice di fantascienza statunitense (n. 1915)
- 20 maggio - Kenji Imai, architetto e docente giapponese (n. 1895)
- 21 maggio - Celeste Almieri, attrice italiana (n. 1885)
- 21 maggio - Vladimir Viktorovič Nemoljaev, regista cinematografico sovietico (n. 1902)
- 21 maggio - Giovanni Francesco Pala, vescovo cattolico e teologo italiano (n. 1928)
- 21 maggio - Marie Větrovská, ginnasta cecoslovacca (n. 1912)
- 22 maggio - Thornton Freeland, regista e sceneggiatore statunitense (n. 1898)
- 22 maggio - Milan Lajčiak, scrittore, giornalista e traduttore slovacco (n. 1926)
- 22 maggio - Mario Zafred, compositore e critico musicale italiano (n. 1922)
- 23 maggio - Athos Goidanich, entomologo italiano (n. 1905)
- 23 maggio - Ernst Nagelschmitz, calciatore tedesco (n. 1902)
- 23 maggio - Vittorio Stagni, schermidore italiano (n. 1916)
- 24 maggio - Alberto Canetta, attore e regista svizzero (n. 1924)
- 24 maggio - Eliano Fantuzzi, pittore italiano (n. 1909)
- 24 maggio - Hermione Gingold, attrice britannica (n. 1897)
- 24 maggio - Lajos Ligeti, orientalista e filologo ungherese (n. 1902)
- 24 maggio - Clara Lollini, chimica italiana (n. 1888)
- 24 maggio - Ugo Purcaro, schermidore italiano (n. 1914)
- 24 maggio - Eugen Relgis, scrittore, filosofo e pacifista romeno (n. 1895)
- 24 maggio - Ernesto di Lippe, principe tedesco (n. 1902)
- 25 maggio - Charley Brock, giocatore di football americano statunitense (n. 1916)
- 25 maggio - Don Sidle, cestista statunitense (n. 1946)
- 26 maggio - Rolando Alvarez da Cruz, pallanuotista brasiliano (n. 1930)
- 26 maggio - Giovanni Battista Pardini, vescovo cattolico italiano (n. 1904)
- 26 maggio - Arthur M. Sackler, psichiatra e collezionista d'arte statunitense (n. 1913)
- 26 maggio - Ajita Wilson, attrice, modella e attrice pornografica statunitense (n. 1950)
- 27 maggio - Federico Allasio, dirigente sportivo, allenatore di calcio e calciatore italiano (n. 1914)
- 27 maggio - John Howard Northrop, biochimico statunitense (n. 1891)
- 27 maggio - Fatemeh Pahlavi, principessa iraniana (n. 1928)
- 27 maggio - Ugo Rasetto, calciatore italiano (n. 1903)
- 27 maggio - Erminia Romano, direttrice d'orchestra e pianista italiana (n. 1921)
- 28 maggio - Mario Galassi, calciatore italiano (n. 1917)
- 28 maggio - Charles Ludlam, commediografo, attore teatrale e regista teatrale statunitense (n. 1943)
- 28 maggio - Albert Ruimschotel, pallanuotista olandese (n. 1922)
- 29 maggio - Rolando Certa, giornalista, poeta e saggista italiano (n. 1931)
- 29 maggio - Charan Singh, politico indiano (n. 1902)
- 30 maggio - Frank Carlson, politico statunitense (n. 1893)
- 30 maggio - Miyuki Ishikawa, serial killer giapponese (n. 1897)
- 30 maggio - Honorino Landa, allenatore di calcio e calciatore cileno (n. 1942)
- 30 maggio - Hilde Weissner, attrice tedesca (n. 1909)
- 31 maggio - Rubens Josué da Costa, calciatore brasiliano (n. 1928)
- 31 maggio - Emil Görlitz, calciatore polacco (n. 1903)
- 31 maggio - Eliot Hodgkin, pittore britannico (n. 1905)
- 31 maggio - Dorothy Patrick, attrice statunitense (n. 1921)

## Giugno(101)
- 1º giugno - Khwaja Ahmad Abbas, regista indiano (n. 1914)
- 1º giugno - Emiliano Álvarez, ciclista su strada spagnolo (n. 1912)
- 1º giugno - Errol Barrow, politico barbadiano (n. 1920)
- 1º giugno - Antonino Castiglione, imprenditore italiano (n. 1908)
- 1º giugno - Georg Friedel, calciatore tedesco (n. 1913)
- 1º giugno - Rashid Karame, politico libanese (n. 1921)
- 1º giugno - Domenico Piemontesi, ciclista su strada italiano (n. 1903)
- 2 giugno - Gustavo Boldrini, pittore italiano (n. 1927)
- 2 giugno - Anthony de Mello, gesuita, scrittore e psicoterapeuta indiano (n. 1931)
- 2 giugno - Alvaro Monnini, artista italiano (n. 1922)
- 2 giugno - Henry Palmé, maratoneta svedese (n. 1907)
- 2 giugno - François Perroux, economista francese (n. 1903)
- 3 giugno - Jackie Fields, pugile statunitense (n. 1908)
- 3 giugno - Mario Mineo, politico e antifascista italiano (n. 1920)
- 3 giugno - Will Sampson, attore, cavaliere e pittore statunitense (n. 1933)
- 3 giugno - Andrés Segovia, chitarrista e compositore spagnolo (n. 1893)
- 4 giugno - Giovan Battista Gerace, informatico italiano (n. 1925)
- 4 giugno - Giovanni Kasebacher, fondista italiano (n. 1910)
- 4 giugno - Martti Lauronen, fondista finlandese (n. 1913)
- 4 giugno - Gerhard Pedersen, pugile danese (n. 1912)
- 4 giugno - Nathan Rapoport, scultore polacco (n. 1911)
- 5 giugno - Joe Bradley, cestista statunitense (n. 1928)
- 5 giugno - Gusztáv Szepesi, calciatore ungherese (n. 1939)
- 6 giugno - Umberto Bertini, paroliere e compositore italiano (n. 1900)
- 6 giugno - Mari Mori, scrittrice e traduttrice giapponese (n. 1903)
- 6 giugno - Richard Münch, attore tedesco (n. 1916)
- 7 giugno - Bruno Pallesi, cantante, paroliere e produttore discografico italiano (n. 1921)
- 8 giugno - Jimmy Darrow, cestista statunitense (n. 1937)
- 8 giugno - Alexander Iolas, collezionista d'arte e gallerista greco (n. 1907)
- 8 giugno - Yves Jamiaque, scrittore, drammaturgo e sceneggiatore francese (n. 1918)
- 8 giugno - Daniel Mandell, montatore statunitense (n. 1895)
- 8 giugno - Jacques Fred Petrus, disc jockey e produttore discografico francese (n. 1948)
- 9 giugno - Monique Haas, pianista francese (n. 1909)
- 9 giugno - Madge Kennedy, attrice statunitense (n. 1891)
- 9 giugno - Karl Rainer, calciatore austriaco (n. 1901)
- 9 giugno - Grandon Rhodes, attore statunitense (n. 1904)
- 10 giugno - Luca De Luca, politico italiano (n. 1908)
- 10 giugno - August Eskelinen, fondista e sciatore di pattuglia militare finlandese (n. 1898)
- 10 giugno - Elizabeth Hartman, attrice statunitense (n. 1943)
- 11 giugno - Joseph Salas, pugile statunitense (n. 1905)
- 11 giugno - Dan Vadis, attore e culturista statunitense (n. 1938)
- 12 giugno - Carlo Boscarato, fumettista e disegnatore italiano (n. 1926)
- 12 giugno - Frank Boulton, calciatore inglese (n. 1917)
- 12 giugno - Luis Duggan, giocatore di polo argentino (n. 1906)
- 12 giugno - Paul Janes, allenatore di calcio e calciatore tedesco (n. 1912)
- 12 giugno - Vasilij Smirnov, calciatore sovietico (n. 1908)
- 13 giugno - Vera Caspary, scrittrice, sceneggiatrice e commediografa statunitense (n. 1899)
- 13 giugno - Ruggero Cori, cantante italiano (n. 1927)
- 13 giugno - Livio Furini, imprenditore e compositore italiano (n. 1932)
- 13 giugno - Johnny High, cestista statunitense (n. 1957)
- 13 giugno - Heinz Kloss, linguista tedesco (n. 1904)
- 13 giugno - Geraldine Page, attrice statunitense (n. 1924)
- 13 giugno - Giulio Panicali, attore, doppiatore e direttore del doppiaggio italiano (n. 1899)
- 14 giugno - Agostino Trapè, presbitero e filosofo italiano (n. 1915)
- 15 giugno - Angelo Lotti, politico italiano (n. 1930)
- 16 giugno - June Knight, attrice e ballerina statunitense (n. 1913)
- 16 giugno - John Mikaelsson, marciatore svedese (n. 1913)
- 16 giugno - Kōji Tsuruta, attore e cantante giapponese (n. 1924)
- 17 giugno - Fabio Battesini, ciclista su strada e pistard italiano (n. 1912)
- 17 giugno - Yasuo Haruyama, calciatore giapponese (n. 1906)
- 18 giugno - Oluf Berntsen, schermidore danese (n. 1891)
- 18 giugno - Tuvia Bielski, partigiano polacco (n. 1906)
- 18 giugno - Harold Cherniss, filosofo e storico statunitense (n. 1904)
- 18 giugno - Gilberto Freyre, scrittore, pittore e sociologo brasiliano (n. 1900)
- 18 giugno - Bruce Marshall, scrittore britannico (n. 1899)
- 18 giugno - Art Spector, cestista e allenatore di pallacanestro statunitense (n. 1918)
- 18 giugno - Michel de Saint Pierre, scrittore, giornalista e politico francese (n. 1916)
- 19 giugno - Ian Donald, medico scozzese (n. 1910)
- 20 giugno - Enzo Battaglia, regista e sceneggiatore italiano (n. 1935)
- 20 giugno - Leonid Vladimirovič Charitonov, attore sovietico (n. 1930)
- 21 giugno - Mariano Cañardo, ciclista su strada spagnolo (n. 1906)
- 21 giugno - Gerardus Mooyman, militare e imprenditore olandese (n. 1923)
- 21 giugno - Italo Federico Quercia, fisico italiano (n. 1921)
- 22 giugno - Fred Astaire, ballerino, attore e coreografo statunitense (n. 1899)
- 22 giugno - Mario Romano, architetto italiano (n. 1898)
- 22 giugno - Raymond Ruyer, filosofo francese (n. 1902)
- 23 giugno - Sauveur Ducazeaux, ciclista su strada e dirigente sportivo francese (n. 1911)
- 23 giugno - Jan de Looper, hockeista su prato olandese (n. 1914)
- 23 giugno - Antonio Ricci, poeta e scrittore italiano (n. 1952)
- 23 giugno - Beppe Serafini, pittore italiano (n. 1915)
- 23 giugno - Mary Cambridge, nobile inglese (n. 1897)
- 24 giugno - Jackie Gleason, attore, compositore e conduttore televisivo statunitense (n. 1916)
- 24 giugno - Teizo Horikoshi, economista giapponese (n. 1898)
- 25 giugno - Mario Nerbini, editore italiano (n. 1899)
- 25 giugno - Alex Sadkin, produttore discografico e musicista statunitense (n. 1949)
- 25 giugno - Tony Skyrme, fisico britannico (n. 1922)
- 26 giugno - Walter Ritter von Baeyer, psichiatra tedesco (n. 1904)
- 26 giugno - Enzo Striano, scrittore e giornalista italiano (n. 1927)
- 27 giugno - František Šafránek, calciatore cecoslovacco (n. 1931)
- 27 giugno - Božidar Senčar, calciatore jugoslavo (n. 1927)
- 28 giugno - Dante Gorreri, antifascista, partigiano e politico italiano (n. 1900)
- 28 giugno - John Emrys Lloyd, schermidore britannico (n. 1905)
- 29 giugno - Elizabeth Cotten, cantante, musicista e compositrice statunitense (n. 1893)
- 29 giugno - Antonio Janni, allenatore di calcio e calciatore italiano (n. 1904)
- 29 giugno - Ēriks Pētersons, calciatore e hockeista su ghiaccio lettone (n. 1909)
- 30 giugno - Francisco Civitate, artista e fotografo italiano (n. 1882)
- 30 giugno - King Donovan, attore e regista statunitense (n. 1918)
- 30 giugno - Lucio Flauto, attore, comico e conduttore televisivo italiano (n. 1930)
- 30 giugno - Federico Mompou, compositore e pianista spagnolo (n. 1893)
- 30 giugno - Torborg Nedreaas, scrittrice norvegese (n. 1906)
- 30 giugno - Thor Thorvaldsen, velista norvegese (n. 1909)

## Luglio(98)
- 1º luglio - Snakefinger, musicista e compositore inglese (n. 1949)
- 2 luglio - Michael Bennett, regista, coreografo e ballerino statunitense (n. 1943)
- 2 luglio - Vincenzo De Crescenzo, poeta italiano (n. 1915)
- 2 luglio - Yacout El-Soury, calciatore egiziano
- 2 luglio - Karl Linnas, militare estone (n. 1919)
- 3 luglio - Viola Dana, attrice statunitense (n. 1897)
- 3 luglio - Vittorio Ronchi, agronomo italiano (n. 1892)
- 4 luglio - Paul Fromm, mercante e mecenate statunitense (n. 1906)
- 4 luglio - Alexander Gordon-Lennox, ammiraglio scozzese (n. 1911)
- 4 luglio - Bengt Georg Daniel Strömgren, astronomo danese (n. 1908)
- 5 luglio - Attilio Ferrari, politico italiano (n. 1920)
- 5 luglio - Pasquale Meomartini, politico e dirigente sportivo italiano (n. 1910)
- 5 luglio - Einar Sandberg, calciatore norvegese (n. 1905)
- 5 luglio - Karel Steklý, regista e sceneggiatore cecoslovacco (n. 1903)
- 6 luglio - Mariano Poletto, politico italiano (n. 1907)
- 6 luglio - László Pusztai, calciatore ungherese (n. 1946)
- 7 luglio - Giannino Bulzone, maratoneta italiano (n. 1911)
- 7 luglio - William Longstreth Dodge, bobbista statunitense (n. 1925)
- 7 luglio - René Gérard, calciatore francese (n. 1914)
- 7 luglio - José Macrí, calciatore argentino (n. 1917)
- 7 luglio - Henri Robert, profumiere francese (n. 1899)
- 7 luglio - Hannelore Schroth, attrice tedesca (n. 1922)
- 7 luglio - Kujtim Spahivogli, attore, drammaturgo e regista albanese (n. 1932)
- 7 luglio - Benedetto Strampelli, oculista italiano (n. 1904)
- 7 luglio - Henry Toft, giornalista, insegnante e rugbista a 15 britannico (n. 1909)
- 8 luglio - Gerardo Diego, poeta e scrittore spagnolo (n. 1896)
- 8 luglio - Torquato Rossini, dirigente sportivo e calciatore italiano (n. 1897)
- 8 luglio - Franjo Wölfl, allenatore di calcio e calciatore jugoslavo (n. 1918)
- 9 luglio - Eduardo Fiestas, cestista peruviano (n. 1925)
- 9 luglio - Antonio Marietti, calciatore e attore italiano (n. 1906)
- 9 luglio - Hezekiah Ochuka, militare keniota (n. 1953)
- 9 luglio - Ulas Samčuk, scrittore e giornalista ucraino (n. 1905)
- 9 luglio - Raymond Stasse, schermidore belga (n. 1913)
- 10 luglio - John Hammond, produttore discografico, musicista e critico musicale statunitense (n. 1910)
- 10 luglio - Marcel Vanco, calciatore francese (n. 1895)
- 11 luglio - Freddie Crum, cestista statunitense (n. 1912)
- 11 luglio - Riccardo Jucker, imprenditore e collezionista d'arte italiano (n. 1909)
- 11 luglio - Ville Mattila, fondista e sciatore di pattuglia militare finlandese (n. 1903)
- 11 luglio - Cyril McLaglen, attore britannico (n. 1899)
- 11 luglio - Avi Ran, calciatore israeliano (n. 1963)
- 11 luglio - Tom Waddell, multiplista, dirigente sportivo e attivista statunitense (n. 1937)
- 12 luglio - Harold Goodwin, attore statunitense (n. 1902)
- 12 luglio - Marguerite Renoir, montatrice francese (n. 1906)
- 13 luglio - Maurizio Bovarini, fumettista e illustratore italiano (n. 1934)
- 13 luglio - Renata Cortiglioni, direttrice di coro italiana (n. 1909)
- 14 luglio - William Patrick Hitler, inglese (n. 1911)
- 14 luglio - Viktor Mihajlovič Ždanov, virologo sovietico (n. 1914)
- 15 luglio - Margarete Schlegel, attrice e cantante tedesca (n. 1899)
- 16 luglio - Fedele Cova, ingegnere italiano (n. 1904)
- 16 luglio - Pierre Lardinois, politico olandese (n. 1924)
- 16 luglio - Arthur Pilbrow, schermidore britannico (n. 1902)
- 17 luglio - Oscar Andriani, attore italiano (n. 1905)
- 17 luglio - Jörg Fauser, scrittore, giornalista e traduttore tedesco (n. 1944)
- 17 luglio - Louis-Séverin Haller, abate e vescovo cattolico svizzero (n. 1895)
- 17 luglio - Yūjirō Ishihara, attore e cantante giapponese (n. 1934)
- 17 luglio - Howard McGhee, trombettista statunitense (n. 1918)
- 17 luglio - Kristjan Palusalu, lottatore estone (n. 1908)
- 17 luglio - Paul Seltenhammer, costumista e scenografo austriaco (n. 1903)
- 19 luglio - Clementina de Jesus, cantante brasiliana (n. 1901)
- 19 luglio - Arrigo Pelliccia, violinista e violista italiano (n. 1912)
- 20 luglio - Giuseppe Armosino, politico italiano (n. 1914)
- 20 luglio - Richard Egan, attore statunitense (n. 1921)
- 20 luglio - Dmitrij Danilovič Leljušenko, generale sovietico (n. 1901)
- 20 luglio - Bruno Panonzini, calciatore italiano (n. 1908)
- 20 luglio - Jim Ray, cestista statunitense (n. 1934)
- 20 luglio - Alexander Wood, calciatore scozzese (n. 1907)
- 21 luglio - Curt Bergsten, calciatore svedese (n. 1912)
- 21 luglio - Luigi Gilardi, ciclista su strada e pistard italiano (n. 1897)
- 22 luglio - Giuseppe Cobolli Gigli, politico italiano (n. 1892)
- 22 luglio - Adele Comandini, sceneggiatrice statunitense (n. 1898)
- 22 luglio - Ludovico Quaroni, urbanista, architetto e saggista italiano (n. 1911)
- 24 luglio - Renato Tiriticco, calciatore italiano (n. 1924)
- 25 luglio - Tommaso Chiaretti, sceneggiatore, scrittore e critico cinematografico italiano (n. 1926)
- 25 luglio - Charles Stark Draper, ingegnere statunitense (n. 1901)
- 25 luglio - Mario Radice, pittore italiano (n. 1898)
- 26 luglio - Frank Marshall Davis, giornalista, poeta e attivista statunitense (n. 1905)
- 26 luglio - Carmelita Maracci, ballerina, coreografa e insegnante statunitense (n. 1908)
- 26 luglio - Kenneth Muse, animatore statunitense (n. 1910)
- 26 luglio - Antonino Pino, poeta, zoologo e politico italiano (n. 1909)
- 26 luglio - Hugh Wheeler, librettista, romanziere e sceneggiatore britannico (n. 1912)
- 26 luglio - Tawfiq al-Hakim, scrittore egiziano (n. 1898)
- 27 luglio - Sálim Ali, ornitologo indiano (n. 1896)
- 27 luglio - Mario Baldi, calciatore italiano (n. 1903)
- 27 luglio - George Julius Gulack, ginnasta statunitense (n. 1905)
- 27 luglio - Travis Jackson, giocatore di baseball statunitense (n. 1903)
- 27 luglio - Jan Mikusiński, matematico polacco (n. 1913)
- 27 luglio - Pietro Raimondi, vescovo cattolico italiano (n. 1896)
- 28 luglio - Fëdor Fedorenko, criminale di guerra russo (n. 1907)
- 29 luglio - Mary Davies Wilburn, britannica (n. 1883)
- 29 luglio - Roberto Pane, storico dell'architettura e architetto italiano (n. 1897)
- 29 luglio - Abner Rossi, violoncellista, chitarrista e compositore italiano (n. 1908)
- 30 luglio - Andrei Bărbulescu, calciatore rumeno (n. 1909)
- 30 luglio - MacDonald Hobley, annunciatore televisivo, conduttore televisivo e attore britannico (n. 1917)
- 30 luglio - Albert Schilling, scultore svizzero (n. 1904)
- 30 luglio - Narciso Soldan, allenatore di calcio e calciatore italiano (n. 1927)
- 30 luglio - Michel Tapié, critico d'arte francese (n. 1909)
- 31 luglio - Carlo Borgonovo, calciatore italiano (n. 1914)
- 31 luglio - Michael Staniforth, attore e cantante inglese (n. 1952)

## Agosto(105)
- 1º agosto - Benson Fong, attore e imprenditore statunitense (n. 1916)
- 1º agosto - Pola Negri, attrice, cantante e ballerina polacca (n. 1897)
- 1º agosto - Alois Pfeiffer, sindacalista e politico tedesco (n. 1924)
- 2 agosto - Mangkunegara VIII, sovrano indonesiano (n. 1925)
- 2 agosto - Aileen Meagher, velocista canadese (n. 1910)
- 3 agosto - Carlo Ludovico Ragghianti, storico dell'arte, critico d'arte e politico italiano (n. 1910)
- 4 agosto - Dick Farney, cantante, showman e pianista brasiliano (n. 1921)
- 4 agosto - Ruggiero Lattanzio, chirurgo italiano (n. 1912)
- 4 agosto - Gé Regter, pallanuotista olandese (n. 1916)
- 4 agosto - Glauco Signorini, calciatore italiano (n. 1913)
- 5 agosto - Ėduard Gajkovič Abaljan, regista cinematografico sovietico (n. 1927)
- 5 agosto - Casilda Fernández de Henestrosa, nobildonna spagnola (n. 1888)
- 5 agosto - Anatolij Dmitrievič Papanov, attore sovietico (n. 1922)
- 5 agosto - Kiril Todorov, scultore bulgaro (n. 1902)
- 6 agosto - Omer Braeckeveldt, ciclista su strada belga (n. 1917)
- 6 agosto - Ira C. Eaker, generale statunitense (n. 1896)
- 7 agosto - Camille Chamoun, politico libanese (n. 1900)
- 7 agosto - Nobusuke Kishi, politico giapponese (n. 1896)
- 8 agosto - Irwin Schiff, imprenditore statunitense (n. 1937)
- 9 agosto - Frane Barbieri, giornalista jugoslavo (n. 1923)
- 9 agosto - August Miete, funzionario tedesco (n. 1908)
- 10 agosto - Georgios Athanasiadis-Novas, avvocato e politico greco (n. 1893)
- 10 agosto - Casey Donovan, attore pornografico statunitense (n. 1943)
- 10 agosto - Edmund Germer, inventore tedesco (n. 1901)
- 10 agosto - Uys Krige, scrittore sudafricano (n. 1910)
- 10 agosto - Patrick Aloysius O'Boyle, cardinale e arcivescovo cattolico statunitense (n. 1896)
- 10 agosto - Giovanni Poggiali, attore teatrale, drammaturgo e musicista italiano (n. 1946)
- 10 agosto - Secondo Scarrone, calciatore italiano (n. 1927)
- 10 agosto - Raquel Torres, attrice messicana (n. 1908)
- 11 agosto - Metaksia Simonyan, attrice armena (n. 1926)
- 11 agosto - Živko Čingo, scrittore macedone (n. 1935)
- 12 agosto - Sally Long, attrice e ballerina statunitense (n. 1901)
- 12 agosto - Luciano Rossi Levi, calciatore italiano (n. 1921)
- 13 agosto - Giancarlo Cocchia, pittore italiano (n. 1924)
- 13 agosto - Guðmundur Ingólfsson, nuotatore islandese (n. 1929)
- 13 agosto - Nico Pepe, attore e regista teatrale italiano (n. 1907)
- 14 agosto - Michele Baretta, pittore italiano (n. 1916)
- 14 agosto - Giuseppe Branca, giurista e politico italiano (n. 1907)
- 14 agosto - Sydney Bromley, attore britannico (n. 1909)
- 14 agosto - Giovanni Delago, fondista italiano (n. 1903)
- 14 agosto - Albert Mayaud, nuotatore e pallanuotista francese (n. 1899)
- 14 agosto - Vincent Persichetti, compositore e pianista statunitense (n. 1915)
- 14 agosto - Paola Zancani Montuoro, archeologa italiana (n. 1901)
- 15 agosto - Konstantin Aleksandrov, velista sovietico (n. 1920)
- 15 agosto - Francesco De Bosio, politico italiano (n. 1895)
- 15 agosto - Benny Michaux, allenatore di calcio e calciatore lussemburghese (n. 1921)
- 15 agosto - Ubaldo Ragona, regista e sceneggiatore italiano (n. 1916)
- 15 agosto - Louis Scutenaire, scrittore e poeta belga (n. 1905)
- 16 agosto - Sumiko Kurishima, attrice e danzatrice giapponese (n. 1902)
- 16 agosto - Andrej Aleksandrovič Mironov, attore sovietico (n. 1941)
- 16 agosto - Antonino Pinci, arcivescovo cattolico italiano (n. 1912)
- 16 agosto - Nick Vanos, cestista statunitense (n. 1963)
- 17 agosto - Clarence Brown, regista, montatore e produttore cinematografico statunitense (n. 1890)
- 17 agosto - Carlos Drummond de Andrade, poeta, scrittore e funzionario brasiliano (n. 1902)
- 17 agosto - Rudolf Hess, politico e generale tedesco (n. 1894)
- 17 agosto - Shaike Ophir, attore e mimo israeliano (n. 1929)
- 18 agosto - Shichirō Fukazawa, scrittore giapponese (n. 1914)
- 18 agosto - Dambudzo Marechera, scrittore, drammaturgo e poeta zimbabwese (n. 1952)
- 18 agosto - Erwin Schneider, alpinista e cartografo austriaco (n. 1906)
- 19 agosto - Michael Bowes-Lyon, XVII conte di Strathmore e Kinghorne, nobile britannico (n. 1928)
- 19 agosto - Sachin Nag, pallanuotista e nuotatore indiano (n. 1920)
- 19 agosto - Hayden Rorke, attore statunitense (n. 1910)
- 20 agosto - Winifred Bryson, attrice statunitense (n. 1892)
- 20 agosto - José María Bueno y Monreal, cardinale e arcivescovo cattolico spagnolo (n. 1904)
- 20 agosto - Jerzy Chromik, siepista e mezzofondista polacco (n. 1931)
- 20 agosto - Julián Gorkin, politico, scrittore e rivoluzionario spagnolo (n. 1901)
- 20 agosto - Walenty Kłyszejko, cestista e allenatore di pallacanestro estone (n. 1909)
- 20 agosto - Bruno Rovesti, pittore italiano (n. 1907)
- 20 agosto - Silvano Tosi, giurista e giornalista italiano (n. 1926)
- 21 agosto - Steve Davis, contrabbassista statunitense (n. 1929)
- 21 agosto - Angelo Francesco Lavagnino, compositore italiano (n. 1909)
- 21 agosto - Bombolo, comico, attore e cabarettista italiano (n. 1931)
- 22 agosto - Arne Brustad, calciatore norvegese (n. 1912)
- 22 agosto - Fabrizio Sarazani, scrittore, drammaturgo e giornalista italiano (n. 1905)
- 23 agosto - Thomas D'Alesandro Jr., politico statunitense (n. 1903)
- 23 agosto - Bernard Giroux, copilota di rally francese (n. 1950)
- 23 agosto - Alfred Mader, calciatore svizzero (n. 1903)
- 23 agosto - Didier Pironi, pilota automobilistico francese (n. 1952)
- 23 agosto - Stefano I Sidarouss, cardinale e patriarca cattolico egiziano (n. 1904)
- 24 agosto - Malcolm Kirk, wrestler britannico (n. 1935)
- 24 agosto - Bayard Rustin, attivista statunitense (n. 1912)
- 24 agosto - Robert Selfelt, cavaliere svedese (n. 1903)
- 25 agosto - Ennio Cocchi, pittore e disegnatore italiano (n. 1915)
- 25 agosto - Sergio Mulitsch di Palmenberg, imprenditore e filantropo italiano (n. 1923)
- 26 agosto - Alexandru Borbely, calciatore rumeno (n. 1900)
- 26 agosto - Cesare Caso, pittore italiano (n. 1903)
- 26 agosto - Vern Gardner, cestista e allenatore di pallacanestro statunitense (n. 1925)
- 26 agosto - Giuseppe Roselli Lorenzini, ammiraglio italiano (n. 1910)
- 26 agosto - Georg Wittig, chimico tedesco (n. 1897)
- 27 agosto - Sergio Duilio Fanali, aviatore e generale italiano (n. 1911)
- 27 agosto - Peter Mehringer, lottatore statunitense (n. 1910)
- 27 agosto - Scott La Rock, disc jockey statunitense (n. 1962)
- 27 agosto - Charlie Smalls, compositore e paroliere statunitense (n. 1943)
- 27 agosto - Aleksanteri Toivola, lottatore finlandese (n. 1893)
- 28 agosto - John Huston, regista, attore e sceneggiatore statunitense (n. 1906)
- 28 agosto - Michele Parigi, pittore italiano (n. 1913)
- 28 agosto - Angiolo Procissi, matematico italiano (n. 1908)
- 29 agosto - Lee Marvin, attore statunitense (n. 1924)
- 29 agosto - Josef Molzer, allenatore di calcio e calciatore austriaco (n. 1906)
- 29 agosto - Naji al-Ali, artista palestinese (n. 1936)
- 29 agosto - Phillip Hagar Smith, ingegnere statunitense (n. 1905)
- 30 agosto - George Mikes, scrittore ungherese (n. 1912)
- 30 agosto - Jacoba Stelma, ginnasta olandese (n. 1907)
- 31 agosto - Louis La Ravoire Morrow, vescovo cattolico statunitense (n. 1892)
- 31 agosto - Giovanni Battista Piasentini, vescovo cattolico italiano (n. 1899)

## Settembre(95)
- 1º settembre - Emilio Angeletti, calciatore italiano (n. 1915)
- 1º settembre - Gerhard Fieseler, aviatore e imprenditore tedesco (n. 1896)
- 1º settembre - Konrad Heubeck, militare tedesco (n. 1918)
- 1º settembre - Arnaldo Momigliano, storico italiano (n. 1908)
- 1º settembre - Ibrahim Sultan Ali, politico, imprenditore e attivista eritreo (n. 1909)
- 2 settembre - Leon Blevins, cestista e allenatore di pallacanestro statunitense (n. 1926)
- 2 settembre - Marcello Carapezza, chimico, geologo e vulcanologo italiano (n. 1928)
- 2 settembre - Alfredo Oscar Saint-Jean, generale e politico argentino (n. 1926)
- 3 settembre - Birger Fredrik Motzfeldt, generale norvegese (n. 1898)
- 3 settembre - Morton Feldman, compositore statunitense (n. 1926)
- 3 settembre - Maxwell Fry, architetto britannico (n. 1899)
- 3 settembre - Viktor Platonovič Nekrasov, scrittore sovietico (n. 1911)
- 4 settembre - Giovanni Mari, imprenditore e dirigente sportivo italiano (n. 1920)
- 4 settembre - Richard Marquand, regista britannico (n. 1937)
- 5 settembre - Scott Irwin, wrestler statunitense (n. 1952)
- 5 settembre - Aleksandr Pavlovič Kibal'nikov, scultore russo (n. 1912)
- 5 settembre - Quinn Martin, produttore televisivo e sceneggiatore statunitense (n. 1922)
- 5 settembre - Karl Politz, calciatore tedesco (n. 1903)
- 5 settembre - Renato Ruocco, compositore italiano (n. 1921)
- 8 settembre - Konrad Georg, attore tedesco (n. 1914)
- 8 settembre - Gordon Gollob, aviatore tedesco (n. 1912)
- 8 settembre - Roberto Tremelloni, politico e giornalista italiano (n. 1900)
- 8 settembre - Julián Vergara, calciatore spagnolo (n. 1913)
- 9 settembre - Vratislav Mazák, biologo ceco (n. 1937)
- 9 settembre - Gino Rossi, pugile italiano (n. 1908)
- 9 settembre - Galliano Sbarra, attore italiano (n. 1915)
- 9 settembre - Vera Schmiterlöw, attrice svedese (n. 1904)
- 9 settembre - Achille Valdata, pubblicista e critico cinematografico italiano (n. 1907)
- 9 settembre - Fritz Wagner, calciatore svizzero (n. 1913)
- 10 settembre - Guglielmo Riavis, architetto e pittore italiano (n. 1917)
- 11 settembre - Lorne Greene, attore, cantante e conduttore radiofonico canadese (n. 1915)
- 11 settembre - Park Il-kap, calciatore sudcoreano (n. 1926)
- 11 settembre - Peter Tosh, cantante e musicista giamaicano (n. 1944)
- 11 settembre - Mahadevi Varma, poetessa, saggista e scrittrice indiana (n. 1907)
- 12 settembre - Joseph Collins, generale statunitense (n. 1896)
- 12 settembre - John Qualen, attore canadese (n. 1899)
- 13 settembre - Mervyn LeRoy, regista, produttore cinematografico e attore statunitense (n. 1900)
- 13 settembre - Enrico Mattei, giornalista italiano (n. 1902)
- 14 settembre - Miangul Jahan Zeb, principe pakistano (n. 1908)
- 15 settembre - Wilhelm Berlin, generale tedesco (n. 1889)
- 15 settembre - Leon Hirszman, regista, sceneggiatore e produttore cinematografico brasiliano (n. 1937)
- 16 settembre - Nils Björklöf, canoista finlandese (n. 1921)
- 16 settembre - Eduardo Manzanos Brochero, sceneggiatore e produttore cinematografico spagnolo (n. 1919)
- 16 settembre - Giovanni Rossetti, calciatore italiano (n. 1919)
- 16 settembre - Christopher Soames, politico e diplomatico britannico (n. 1920)
- 17 settembre - Vladimir Pavlovič Basov, regista, attore e sceneggiatore sovietico (n. 1923)
- 17 settembre - Silvio Cirielli, politico italiano (n. 1925)
- 17 settembre - Ernest Morris, regista inglese (n. 1913)
- 17 settembre - Dieter Schidor, attore tedesco (n. 1948)
- 18 settembre - Piero Capello, giornalista italiano (n. 1928)
- 18 settembre - Américo Tomás, ammiraglio e politico portoghese (n. 1894)
- 19 settembre - Betty Burbridge, sceneggiatrice e attrice statunitense (n. 1895)
- 19 settembre - Einar Gerhardsen, politico norvegese (n. 1897)
- 19 settembre - Ken Uston, scrittore statunitense (n. 1935)
- 20 settembre - Greville Howard, nobile e politico britannico (n. 1909)
- 20 settembre - Alfred Georges Regner, pittore e incisore francese (n. 1902)
- 20 settembre - Michael Stewart, commediografo e librettista statunitense (n. 1924)
- 20 settembre - Péter Török, calciatore ungherese (n. 1951)
- 21 settembre - John Chandos, attore britannico (n. 1919)
- 21 settembre - Emilio De Feo, politico italiano (n. 1920)
- 21 settembre - Corrado De Vita, giornalista e scrittore italiano (n. 1905)
- 21 settembre - Peter Kippax, calciatore inglese (n. 1922)
- 21 settembre - Jaco Pastorius, bassista, compositore e produttore discografico statunitense (n. 1951)
- 22 settembre - Adolfo Alessandrini, diplomatico e giornalista italiano (n. 1902)
- 22 settembre - Fritz Eiberle, calciatore tedesco (n. 1904)
- 22 settembre - Henry Herbert, VI conte di Carnarvon, nobile inglese (n. 1898)
- 22 settembre - Carman Maxwell, animatore e doppiatore statunitense (n. 1902)
- 23 settembre - Domenico Baranelli, pittore italiano (n. 1895)
- 23 settembre - Bob Fosse, coreografo, ballerino e regista statunitense (n. 1927)
- 23 settembre - Louis Kentner, pianista e compositore ungherese (n. 1905)
- 23 settembre - Erland Van Lidth, wrestler, attore e cantante olandese (n. 1953)
- 24 settembre - Salvatore Campus, politico italiano (n. 1931)
- 24 settembre - Luigi Macchi, ciclista su strada e ciclocrossista italiano (n. 1912)
- 24 settembre - Sergio Pastore, regista, sceneggiatore e giornalista italiano (n. 1932)
- 25 settembre - Mary Astor, attrice statunitense (n. 1906)
- 25 settembre - Victoria Kent, avvocata e politica spagnola (n. 1898)
- 25 settembre - Abba Kovner, poeta, scrittore e partigiano israeliano (n. 1918)
- 25 settembre - Gennadij Michasevič, serial killer sovietico (n. 1947)
- 25 settembre - Emlyn Williams, attore teatrale e drammaturgo inglese (n. 1905)
- 26 settembre - Antonio Carpino, avvocato e politico italiano (n. 1928)
- 26 settembre - Ethel Catherwood, altista canadese (n. 1908)
- 26 settembre - Co Prins, calciatore e allenatore di calcio olandese (n. 1938)
- 26 settembre - Jacques Vidal, storico delle religioni e presbitero francese (n. 1925)
- 27 settembre - John Newbold Happy Camp, politico statunitense (n. 1908)
- 27 settembre - John Niemeyer Findlay, filosofo sudafricano (n. 1903)
- 28 settembre - Roman Brandstaetter, scrittore polacco (n. 1906)
- 29 settembre - Henry Ford II, imprenditore statunitense (n. 1917)
- 29 settembre - Piero Malvezzi, scrittore, partigiano e attivista italiano (n. 1916)
- 29 settembre - Gino Palumbo, giornalista italiano (n. 1921)
- 29 settembre - Mario Prestifilippo, mafioso italiano (n. 1958)
- 29 settembre - Edmund Twórz, calciatore polacco (n. 1914)
- 30 settembre - Alfred Bester, autore di fantascienza statunitense (n. 1913)
- 30 settembre - Nino Carloni, avvocato e pianista italiano (n. 1910)
- 30 settembre - Francesco Carnevali, artista e scrittore italiano (n. 1892)
- 30 settembre - Elisa Salvadori, religiosa italiana (n. 1900)

## Ottobre(103)
- 1º ottobre - June Clyde, attrice, cantante e ballerina statunitense (n. 1909)
- 1º ottobre - Geoffrey Jackson, diplomatico e scrittore britannico (n. 1915)
- 1º ottobre - István Palotás, allenatore di calcio e calciatore ungherese (n. 1907)
- 2 ottobre - Madeleine Carroll, attrice britannica (n. 1906)
- 2 ottobre - Peter Medawar, biologo e zoologo britannico (n. 1915)
- 2 ottobre - Russell Rouse, sceneggiatore, regista e produttore cinematografico statunitense (n. 1913)
- 3 ottobre - Jean Anouilh, drammaturgo, regista teatrale e sceneggiatore francese (n. 1910)
- 3 ottobre - Hans Gál, compositore e pianista austriaco (n. 1890)
- 3 ottobre - Mahamat Idriss, altista ciadiano (n. 1942)
- 3 ottobre - Maria Ivogün, soprano ungherese (n. 1891)
- 5 ottobre - Vladimir Akimov, pallanuotista sovietico (n. 1953)
- 5 ottobre - Walter Del Medico, calciatore italiano (n. 1920)
- 5 ottobre - Richard Kubus, calciatore tedesco (n. 1914)
- 5 ottobre - Meindert Niemeijer, compositore di scacchi e mecenate olandese (n. 1902)
- 6 ottobre - Grete Heckscher, schermitrice danese (n. 1901)
- 6 ottobre - Roald Jensen, calciatore norvegese (n. 1943)
- 6 ottobre - José Neto, calciatore portoghese (n. 1935)
- 6 ottobre - Eugen Steimle, agente segreto e militare tedesco (n. 1909)
- 7 ottobre - Ivan Belošević, calciatore jugoslavo (n. 1909)
- 7 ottobre - Gino Fondi, ciclista su strada italiano (n. 1920)
- 7 ottobre - Wilhelm Neukom, calciatore svizzero (n. 1920)
- 8 ottobre - Spencer Gordon Bennet, regista cinematografico statunitense (n. 1893)
- 8 ottobre - Ilmari Honkanen, militare finlandese (n. 1909)
- 8 ottobre - Mario Sestito, avvocato e politico italiano (n. 1928)
- 8 ottobre - Kōnstantinos Tsatsos, politico greco (n. 1899)
- 9 ottobre - Clare Boothe Luce, giornalista, scrittrice e attrice statunitense (n. 1903)
- 9 ottobre - Reginald Frederick Lawrence, aracnologo sudafricano (n. 1897)
- 9 ottobre - Giovanni Maggiò, imprenditore e dirigente sportivo italiano (n. 1929)
- 9 ottobre - Carlos Volante, calciatore argentino (n. 1905)
- 10 ottobre - Behice Boran, sociologa e politica turca (n. 1910)
- 10 ottobre - Jaroslav Bouček, calciatore cecoslovacco (n. 1912)
- 10 ottobre - Gretl Braun, fotografa tedesca (n. 1915)
- 10 ottobre - István Závodi, calciatore ungherese (n. 1911)
- 11 ottobre - Uwe Barschel, politico tedesco (n. 1944)
- 11 ottobre - Eske Brun, politico danese (n. 1904)
- 11 ottobre - Enrico Buonafede, compositore e direttore d'orchestra italiano (n. 1920)
- 11 ottobre - Ernie Fortney, cestista statunitense (n. 1915)
- 11 ottobre - Alfred Kieffer, calciatore lussemburghese (n. 1904)
- 11 ottobre - Ezio Meneghello, calciatore italiano (n. 1919)
- 11 ottobre - Jaime Pardo Leal, politico, avvocato e sindacalista colombiano (n. 1941)
- 11 ottobre - Erich Peter, generale tedesco (n. 1919)
- 12 ottobre - Fahri Korutürk, militare e politico turco (n. 1903)
- 12 ottobre - Alf Landon, politico statunitense (n. 1887)
- 12 ottobre - Heinz Vollmar, calciatore tedesco (n. 1936)
- 13 ottobre - Walter Houser Brattain, fisico statunitense (n. 1902)
- 13 ottobre - Carlos Cillóniz, calciatore peruviano (n. 1910)
- 13 ottobre - Kishore Kumar, attore e cantante indiano (n. 1929)
- 14 ottobre - Rodolfo Halffter, compositore e direttore d'orchestra spagnolo (n. 1900)
- 14 ottobre - Giuseppe Moscato, giornalista e scrittore italiano (n. 1921)
- 15 ottobre - Pete Carpenter, compositore, arrangiatore e trombonista statunitense (n. 1914)
- 15 ottobre - Thomas Andrew Donnellan, arcivescovo cattolico statunitense (n. 1914)
- 15 ottobre - Friedrich Jürgenson, regista svedese (n. 1903)
- 15 ottobre - Nik Novecento, attore e personaggio televisivo italiano (n. 1964)
- 15 ottobre - Thomas Sankara, militare, politico e rivoluzionario burkinabé (n. 1949)
- 15 ottobre - Donald Wandrei, scrittore statunitense (n. 1908)
- 15 ottobre - Lois Zellner, sceneggiatrice statunitense (n. 1901)
- 16 ottobre - Augusto Cerino Canova, giurista italiano (n. 1942)
- 16 ottobre - Joseph Höffner, cardinale e arcivescovo cattolico tedesco (n. 1906)
- 16 ottobre - Gabriele Salviati, velocista italiano (n. 1910)
- 16 ottobre - Aleksandr Seryj, regista sovietico (n. 1927)
- 16 ottobre - Tommy Veitch, calciatore scozzese (n. 1949)
- 17 ottobre - Aniello Coppola, giornalista italiano (n. 1924)
- 17 ottobre - Ruby Dandridge, attrice e conduttrice radiofonica statunitense (n. 1900)
- 17 ottobre - Roderich Menzel, tennista e scrittore cecoslovacco (n. 1907)
- 17 ottobre - József Nemes, calciatore ungherese (n. 1911)
- 18 ottobre - Giuliano Gusso, politico italiano (n. 1925)
- 18 ottobre - Emanuel von und zu Liechtenstein, principe liechtensteinese (n. 1908)
- 18 ottobre - Louis Miriani, politico statunitense (n. 1897)
- 18 ottobre - Joseph Schauers, canottiere statunitense (n. 1909)
- 19 ottobre - Giorgio Cansacchi, giurista italiano (n. 1905)
- 19 ottobre - Hermann Lang, pilota motociclistico e pilota automobilistico tedesco (n. 1909)
- 19 ottobre - Marcel Paulus, calciatore lussemburghese (n. 1920)
- 19 ottobre - Jacqueline du Pré, violoncellista britannica (n. 1945)
- 20 ottobre - Andrej Nikolaevič Kolmogorov, matematico sovietico (n. 1903)
- 20 ottobre - Mecha Ortiz, attrice argentina (n. 1900)
- 20 ottobre - Leto Prunecchi, calciatore italiano (n. 1925)
- 21 ottobre - Pál Gábor, regista ungherese (n. 1932)
- 21 ottobre - He Yingqin, generale e politico cinese (n. 1890)
- 21 ottobre - Salme Rootare, scacchista estone (n. 1913)
- 22 ottobre - Lino Ventura, attore e lottatore italiano (n. 1919)
- 22 ottobre - Antonio d'Asburgo-Lorena, nobile (n. 1901)
- 23 ottobre - Henri Arnaudeau, calciatore francese (n. 1922)
- 23 ottobre - Della H. Raney, infermiera statunitense (n. 1912)
- 23 ottobre - Jimmy Mullen, calciatore inglese (n. 1923)
- 23 ottobre - Alejandro Scopelli, allenatore di calcio e calciatore argentino (n. 1908)
- 25 ottobre - Valentin Michajlovič Borisov, linguista e aforista russo (n. 1924)
- 25 ottobre - Pascal Jules, ciclista su strada francese (n. 1961)
- 26 ottobre - Giuseppe Alliegro, scrittore, poeta e giornalista italiano (n. 1916)
- 26 ottobre - Aldo Boffi, calciatore italiano (n. 1915)
- 26 ottobre - Robert Allen Dyer, botanico sudafricano (n. 1900)
- 26 ottobre - Bjørge Lillelien, giornalista norvegese (n. 1927)
- 26 ottobre - Adam Wolanin, calciatore polacco (n. 1919)
- 27 ottobre - Iacopo Barsotti, matematico italiano (n. 1921)
- 27 ottobre - Jean Hélion, pittore francese (n. 1904)
- 28 ottobre - Giulio Bolaffi, partigiano e filatelista italiano (n. 1902)
- 28 ottobre - André Masson, pittore francese (n. 1896)
- 28 ottobre - Ottorino Monaco, medico e politico italiano (n. 1901)
- 29 ottobre - Woody Herman, clarinettista, sassofonista e cantante statunitense (n. 1913)
- 29 ottobre - Vittorio Tavernari, scultore e pittore italiano (n. 1919)
- 30 ottobre - Joseph Campbell, saggista e storico delle religioni statunitense (n. 1904)
- 30 ottobre - Erich Frost, compositore tedesco (n. 1900)
- 30 ottobre - Luigi Uneddu, calciatore e allenatore di calcio italiano (n. 1915)
- 31 ottobre - Raj Chandra Bose, matematico e statistico indiano (n. 1901)

## Novembre(95)
- 1º novembre - Aldo Bozzi, magistrato e politico italiano (n. 1909)
- 1º novembre - Cameron Cobbold, I barone Cobbold, banchiere inglese (n. 1904)
- 1º novembre - Vasso Devetzi, pianista greca (n. 1927)
- 1º novembre - René Lévesque, politico e giornalista canadese (n. 1922)
- 1º novembre - Pierre Matignon, ciclista su strada francese (n. 1943)
- 1º novembre - Tom Parker, calciatore e allenatore di calcio inglese (n. 1897)
- 1º novembre - Yoo Jae-ha, cantautore e polistrumentista sudcoreano (n. 1962)
- 2 novembre - Hal Crisler, giocatore di football americano e cestista statunitense (n. 1923)
- 2 novembre - Giorgio Scarpati, pittore e illustratore italiano (n. 1908)
- 2 novembre - Tullio Tedeschi, militare italiano (n. 1910)
- 3 novembre - Giorgi Antadze, calciatore e allenatore di calcio sovietico (n. 1920)
- 3 novembre - Danièle Gaubert, attrice francese (n. 1943)
- 3 novembre - André Roussin, drammaturgo e regista teatrale francese (n. 1911)
- 3 novembre - Liang Shih-chiu, educatore, scrittore e traduttore cinese (n. 1903)
- 4 novembre - Óscar Bonfiglio, calciatore e allenatore di calcio messicano (n. 1905)
- 4 novembre - Mario Cevenini, calciatore italiano (n. 1891)
- 4 novembre - Paulin Soumanou Vieyra, regista beninese (n. 1925)
- 5 novembre - Carlos Ulrrico Cesco, astronomo argentino (n. 1910)
- 5 novembre - Georges Franju, regista francese (n. 1912)
- 5 novembre - Arthur Schmidt, generale tedesco (n. 1895)
- 6 novembre - Ross Barnett, politico statunitense (n. 1898)
- 6 novembre - Eugenio Bonicco, sciatore alpino italiano (n. 1919)
- 6 novembre - Zohar Argov, cantante israeliano (n. 1955)
- 6 novembre - Jean Rivier, musicista francese (n. 1896)
- 7 novembre - Ada Vera Bernstein Viterbo, stilista italiana (n. 1902)
- 7 novembre - Arne Borg, nuotatore svedese (n. 1901)
- 7 novembre - Aldo Spirito, ingegnere italiano (n. 1929)
- 8 novembre - Giuseppe Cerulli Irelli, politico e ambasciatore italiano (n. 1905)
- 8 novembre - Boris Goldstein, violinista e insegnante sovietico (n. 1922)
- 8 novembre - Aage Hellstrøm, nuotatore danese (n. 1920)
- 9 novembre - Volodymyr Jemec', calciatore e allenatore di calcio sovietico (n. 1937)
- 10 novembre - Gianfranco Caniggia, architetto italiano (n. 1933)
- 10 novembre - Seyni Kountché, politico e militare nigerino (n. 1931)
- 11 novembre - Andrea Palma, attrice messicana (n. 1903)
- 12 novembre - George Chatterton, militare britannico (n. 1911)
- 12 novembre - Josef Ochs, poliziotto tedesco (n. 1905)
- 12 novembre - Guglielmo Roehrssen, magistrato italiano (n. 1910)
- 12 novembre - Claudio Trevi, scultore italiano (n. 1928)
- 12 novembre - Cornelis Vreeswijk, cantautore olandese (n. 1937)
- 13 novembre - Eduardo Arbide, calciatore spagnolo (n. 1900)
- 13 novembre - Galliano Rossini, tiratore a volo italiano (n. 1927)
- 14 novembre - Andrea Cecotti, calciatore italiano (n. 1962)
- 14 novembre - Ann Christy, attrice statunitense (n. 1905)
- 14 novembre - Pieter Menten, criminale di guerra e imprenditore olandese (n. 1899)
- 15 novembre - Ernő Goldfinger, architetto e designer ungherese (n. 1902)
- 15 novembre - Kyösti Lehtonen, lottatore finlandese (n. 1931)
- 15 novembre - Saturno Valentino, militare e aviatore italiano (n. 1907)
- 15 novembre - Vasilij Nikolaevič Žuravlёv, regista cinematografico sovietico (n. 1904)
- 16 novembre - Jim Currie, cestista statunitense (n. 1916)
- 16 novembre - Terrence Des Pres, scrittore statunitense (n. 1939)
- 16 novembre - Jānis Škincs, calciatore lettone (n. 1911)
- 17 novembre - Gladys Carson, nuotatrice britannica (n. 1903)
- 17 novembre - Arrigo Dreoni, pittore italiano (n. 1911)
- 17 novembre - Oskar Theodor, entomologo e zoologo israeliano (n. 1898)
- 18 novembre - Jacques Anquetil, ciclista su strada e pistard francese (n. 1934)
- 18 novembre - Alva Duer, cestista, allenatore di pallacanestro e dirigente sportivo statunitense (n. 1904)
- 18 novembre - Marian Tumler, teologo austriaco (n. 1887)
- 19 novembre - Lee Byung-chul, imprenditore sudcoreano (n. 1910)
- 19 novembre - Clara Petrella, soprano italiano (n. 1914)
- 19 novembre - Georges Sécan, pittore francese (n. 1913)
- 20 novembre - Osvaldo Mazzi, calciatore italiano (n. 1910)
- 20 novembre - Paolo Vigna, calciatore italiano (n. 1902)
- 21 novembre - Salvatore Bruno, scultore italiano (n. 1893)
- 21 novembre - Ivan Jandl, attore ceco (n. 1937)
- 21 novembre - Axel Ståhle, cavaliere svedese (n. 1891)
- 22 novembre - William Haydon Burns, politico statunitense (n. 1912)
- 22 novembre - Remo Pagnanelli, poeta e critico letterario italiano (n. 1955)
- 23 novembre - Marcia Henderson, attrice statunitense (n. 1929)
- 23 novembre - Antonio Sastre, calciatore argentino (n. 1911)
- 23 novembre - Raffaele Schiavina, anarchico italiano (n. 1894)
- 24 novembre - Luigi Lessi, allenatore di calcio e calciatore italiano (n. 1910)
- 24 novembre - John Norton, pallanuotista statunitense (n. 1899)
- 24 novembre - Anton Pieck, artista olandese (n. 1895)
- 25 novembre - Nina De Padova, attrice italiana (n. 1900)
- 25 novembre - Renzo Marignano, attore cinematografico italiano (n. 1923)
- 26 novembre - Joy Paul Guilford, psicologo statunitense (n. 1897)
- 26 novembre - Duncan Sandys, politico britannico (n. 1908)
- 27 novembre - Guido Martuscelli, politico italiano (n. 1905)
- 27 novembre - Oliviero Mascheroni, calciatore italiano (n. 1914)
- 27 novembre - Ernest Severn, attore statunitense (n. 1933)
- 28 novembre - Goh Choo San, ballerino e coreografo cinese (n. 1948)
- 28 novembre - Luis Ibaseta, cestista cileno (n. 1913)
- 28 novembre - Wolfgang Liebeneiner, regista e attore tedesco (n. 1905)
- 28 novembre - Rubén Pagliari, cestista argentino (n. 1927)
- 29 novembre - Franco Dori, calciatore italiano (n. 1943)
- 29 novembre - Giuseppe Gabrielli, ingegnere italiano (n. 1903)
- 29 novembre - Ernesto Giammarco, linguista e glottologo italiano (n. 1916)
- 29 novembre - Irene Handl, attrice e scrittrice britannica (n. 1901)
- 29 novembre - Settimo Innocenti, ciclista su strada italiano (n. 1904)
- 29 novembre - John Howard Pyle, politico statunitense (n. 1906)
- 29 novembre - Cleto Tomba, scultore e disegnatore italiano (n. 1898)
- 30 novembre - Simon Carmiggelt, giornalista e scrittore olandese (n. 1913)
- 30 novembre - Jimmy George, pallavolista indiano (n. 1955)
- 30 novembre - John O'Connell, calciatore statunitense
- 30 novembre - Pasquale Schiano, politico e avvocato italiano (n. 1905)

## Dicembre(110)
- 1º dicembre - James Baldwin, scrittore statunitense (n. 1924)
- 1º dicembre - Angelo Cabrini, ammiraglio italiano (n. 1917)
- 1º dicembre - Martino Giusti, arcivescovo cattolico italiano (n. 1905)
- 1º dicembre - Matteo Guido Sperandeo, vescovo cattolico italiano (n. 1908)
- 1º dicembre - Alessandro Vallebona, medico italiano (n. 1899)
- 2 dicembre - Donn Eisele, astronauta statunitense (n. 1930)
- 2 dicembre - Luis Federico Leloir, biochimico argentino (n. 1906)
- 2 dicembre - Juan Alberto Melgar Castro, generale honduregno (n. 1930)
- 2 dicembre - Gino Raya, critico letterario e filosofo italiano (n. 1906)
- 2 dicembre - Myrta Silva, cantante, cantautrice e produttrice televisiva portoricana (n. 1927)
- 2 dicembre - Ernst Steinhoff, ingegnere, aviatore e ufficiale tedesco (n. 1908)
- 2 dicembre - Jakov Borisovič Zel'dovič, astronomo e fisico sovietico (n. 1914)
- 3 dicembre - Christine Busta, poetessa austriaca (n. 1915)
- 4 dicembre - William Henry Burt, zoologo statunitense (n. 1903)
- 4 dicembre - Pericle Fazzini, artista, scultore e pittore italiano (n. 1913)
- 4 dicembre - Carmelo Ganci, militare italiano (n. 1964)
- 4 dicembre - Rouben Mamoulian, regista armeno (n. 1897)
- 4 dicembre - Alessandro Melchiori, politico, editorialista e militare italiano (n. 1901)
- 4 dicembre - Constantin Noica, filosofo, saggista e scrittore romeno (n. 1909)
- 4 dicembre - Luciano Pignatelli, militare italiano (n. 1963)
- 4 dicembre - Giorgio Prodi, oncologo, filosofo e scrittore italiano (n. 1928)
- 4 dicembre - Meinrad von Lauchert, generale tedesco (n. 1905)
- 5 dicembre - Pier Cesare Baretti, giornalista e dirigente sportivo italiano (n. 1939)
- 5 dicembre - Bobby Garrett, giocatore di football americano statunitense (n. 1932)
- 5 dicembre - Alberto Ghirardi, ciclista su strada italiano (n. 1921)
- 6 dicembre - Iride Motta, calciatore italiano (n. 1904)
- 6 dicembre - Ilmari Pakarinen, ginnasta finlandese (n. 1910)
- 6 dicembre - Vincenzo Verginelli, scrittore e esoterista italiano (n. 1903)
- 7 dicembre - René Havard, attore, regista e sceneggiatore francese (n. 1923)
- 8 dicembre - Ferdinando Amiconi, politico italiano (n. 1910)
- 8 dicembre - Fay Baker, attrice statunitense (n. 1917)
- 8 dicembre - Jean Bouvier, storico francese (n. 1920)
- 8 dicembre - Marcos Calderón, allenatore di calcio peruviano (n. 1928)
- 8 dicembre - José Casanova, calciatore peruviano (n. 1964)
- 8 dicembre - Pompeo Colajanni, partigiano, politico e antifascista italiano (n. 1906)
- 8 dicembre - Luis Antonio Escobar, calciatore peruviano (n. 1969)
- 8 dicembre - Tomás Farfán, calciatore peruviano (n. 1961)
- 8 dicembre - José González Ganoza, calciatore peruviano (n. 1954)
- 8 dicembre - Daniel Reyes, calciatore peruviano (n. 1966)
- 8 dicembre - Alfredo Tomassini, calciatore peruviano (n. 1964)
- 9 dicembre - János Bédl, calciatore e allenatore di calcio ungherese (n. 1929)
- 9 dicembre - Ernesto Augusto di Hannover, tedesco (n. 1914)
- 9 dicembre - François Gall, pittore francese (n. 1912)
- 10 dicembre - Giovanni Arpino, scrittore, giornalista e poeta italiano (n. 1927)
- 10 dicembre - Pasquale Bacile, vescovo cattolico italiano (n. 1916)
- 10 dicembre - Jascha Heifetz, violinista russo (n. 1901)
- 10 dicembre - Carlota Jaramillo, cantante ecuadoriana (n. 1904)
- 10 dicembre - Slim Lonsdorf, cestista statunitense (n. 1905)
- 10 dicembre - Maria Padula, pittrice e scrittrice italiana (n. 1915)
- 10 dicembre - Denis Sanders, regista statunitense (n. 1929)
- 10 dicembre - Slam Stewart, contrabbassista statunitense (n. 1914)
- 11 dicembre - József Kónya, calciatore ungherese (n. 1920)
- 11 dicembre - Emil Mazuw, militare tedesco (n. 1900)
- 12 dicembre - Clifton Chenier, musicista e fisarmonicista statunitense (n. 1925)
- 12 dicembre - Giovanni Corona, poeta italiano (n. 1914)
- 12 dicembre - Nolan Leary, attore e sceneggiatore statunitense (n. 1889)
- 13 dicembre - Julien Darui, calciatore e allenatore di calcio francese (n. 1916)
- 13 dicembre - Pietro Quinto, ginecologo italiano (n. 1904)
- 14 dicembre - Bixio Cherubini, paroliere e poeta italiano (n. 1899)
- 14 dicembre - Copi, drammaturgo, fumettista e scrittore argentino (n. 1939)
- 14 dicembre - Merlyn Hans Dethlefsen, militare e aviatore statunitense (n. 1934)
- 14 dicembre - Tim Dinsdale, ingegnere britannico (n. 1924)
- 14 dicembre - Georg Knöpfle, calciatore tedesco (n. 1904)
- 14 dicembre - Romolo Sforza, calciatore italiano (n. 1920)
- 14 dicembre - Thomas Willoughby Winterton, generale britannico (n. 1898)
- 14 dicembre - Ladislav Čulík, calciatore cecoslovacco (n. 1909)
- 15 dicembre - Ivo Lapenna, esperantista e giurista jugoslavo (n. 1909)
- 15 dicembre - Bohumil Říha, scrittore ceco (n. 1907)
- 16 dicembre - Bruno Beatrice, calciatore italiano (n. 1948)
- 16 dicembre - Gilio Bisagno, nuotatore italiano (n. 1903)
- 17 dicembre - Bernard Jan Alfrink, cardinale e arcivescovo cattolico olandese (n. 1900)
- 17 dicembre - Lia Corelli, attrice italiana (n. 1922)
- 17 dicembre - Hans P. Eugster, mineralogista e geologo statunitense (n. 1925)
- 17 dicembre - Marguerite Yourcenar, scrittrice, poetessa e saggista francese (n. 1903)
- 18 dicembre - Placido Maria Cambiaghi, vescovo cattolico italiano (n. 1900)
- 18 dicembre - Warne Marsh, sassofonista statunitense (n. 1927)
- 18 dicembre - Conny Plank, produttore discografico e tecnico del suono tedesco (n. 1940)
- 19 dicembre - Antonio Zerbini, basso italiano (n. 1924)
- 21 dicembre - Ferdinando Glück, fondista e alpinista italiano (n. 1901)
- 21 dicembre - Eugene Lukacs, statistico ungherese (n. 1906)
- 21 dicembre - Ralph Nelson, regista statunitense (n. 1916)
- 21 dicembre - John Spence, cantante statunitense (n. 1969)
- 22 dicembre - Mario Frera, attore italiano (n. 1924)
- 22 dicembre - Gustav Fröhlich, attore tedesco (n. 1902)
- 22 dicembre - José Oliveira, compositore, polistrumentista e doppiatore brasiliano (n. 1904)
- 22 dicembre - Luca Prodan, cantautore italiano (n. 1953)
- 22 dicembre - Alice Terry, attrice statunitense (n. 1900)
- 23 dicembre - Fritz Birzer, militare tedesco (n. 1904)
- 23 dicembre - Delfino Insolera, divulgatore scientifico italiano (n. 1920)
- 24 dicembre - Asfò Bussotti, maratoneta italiano (n. 1925)
- 24 dicembre - Sara Scuderi, soprano italiano (n. 1906)
- 24 dicembre - Joop den Uyl, politico olandese (n. 1919)
- 25 dicembre - Feliciano Granati, politico italiano (n. 1922)
- 25 dicembre - Harry Holm, ginnasta danese (n. 1902)
- 25 dicembre - Alfred Horeschowsky, alpinista e imprenditore austriaco (n. 1895)
- 25 dicembre - Aldo Rendine, attore italiano (n. 1917)
- 27 dicembre - Priscilla Dean, attrice statunitense (n. 1896)
- 27 dicembre - Josef Grohé, politico tedesco (n. 1902)
- 27 dicembre - Anna Eliza Williams, supercentenaria britannica (n. 1873)
- 28 dicembre - Yannick Andréi, regista francese (n. 1927)
- 28 dicembre - Edward Kleban, compositore e paroliere statunitense (n. 1939)
- 29 dicembre - Patrick Bissell, ballerino statunitense (n. 1957)
- 29 dicembre - Vasco Palazzeschi, politico, sindacalista e antifascista italiano (n. 1912)
- 29 dicembre - Raeburn Van Buren, fumettista statunitense (n. 1891)
- 30 dicembre - Max Walter, sollevatore tedesco (n. 1905)
- 31 dicembre - Alessandro D'Ottavio, pugile italiano (n. 1927)
- 31 dicembre - Randall Garrett, scrittore statunitense (n. 1927)
- 31 dicembre - Fernando Guillamón, calciatore e allenatore di calcio spagnolo (n. 1927)
- 31 dicembre - Rosario Nicolò, giurista e avvocato italiano (n. 1910)
- 31 dicembre - Roberto Supino, avvocato e politico italiano (n. 1904)

## Senza giorno specificato(60)
- Costică Acsinte, fotografo rumeno (n. 1897)
- Angelo Albertoni, calciatore italiano (n. 1904)
- Juan Aparicio López, giornalista spagnolo (n. 1906)
- Walter Avarelli, magistrato e giocatore di bridge italiano (n. 1912)
- Cesare Baccelli, scultore italiano (n. 1928)
- Marcelle Barbey-Gampert, botanica, geologa e climatologa svizzera (n. 1895)
- Giorgio Barzilai, ingegnere italiano (n. 1911)
- Giorgio Berzero, politico italiano (n. 1896)
- Gino Bondavalli, pugile italiano (n. 1911)
- Alberto Boscolo, medievista italiano (n. 1920)
- Marc Bossy, cestista e allenatore di pallacanestro svizzero (n. 1920)
- William Bronzoni, calciatore italiano (n. 1927)
- Oscar Casanovas, pugile argentino (n. 1914)
- Sergio Civinini, giornalista e scrittore italiano (n. 1929)
- Fausto Comar, calciatore italiano (n. 1912)
- Helen Connelly, attrice statunitense (n. 1908)
- Miguel Cussó, fumettista, scrittore e sceneggiatore spagnolo (n. 1921)
- Nicola De Feo, giornalista italiano (n. 1909)
- Frans Depooter, pittore belga (n. 1898)
- Gary Driscoll, batterista statunitense (n. 1946)
- Douglas Morton Dunlop, islamista e storico britannico (n. 1909)
- Alberto Fabiani, stilista italiano (n. 1910)
- Simha Flapan, storico e politico israeliano (n. 1911)
- Umberto Forti, matematico e storico della scienza italiano (n. 1901)
- Otmar Gazzari, calciatore italiano (n. 1905)
- Carlo Gianelli, calciatore e allenatore di calcio italiano (n. 1904)
- Ettore Giardiniero, politico italiano (n. 1943)
- Island Guizzo, pittore italiano (n. 1915)
- Hugo Hamberger, alpinista e medico tedesco (n. 1901)
- Arthur Holland, arbitro di calcio inglese (n. 1922)
- Jim Johnson, calciatore inglese (n. 1923)
- Kelley Roos, scrittore statunitense (n. 1911)
- Habib Ali Kiddie, hockeista su prato pakistano (n. 1929)
- John Lehmann, scrittore britannico (n. 1907)
- Trio Lescano, cantante ungherese (n. 1910)
- Clemente Meroni, pugile italiano (n. 1907)
- Joe Mondragon, contrabbassista statunitense (n. 1920)
- Ted Moore, direttore della fotografia sudafricano (n. 1914)
- Félix Morlion, presbitero belga (n. 1904)
- Josep Puigdengolas Barella, pittore spagnolo (n. 1906)
- Alice Rahon, scrittrice e artista francese (n. 1904)
- László Régi, calciatore ungherese (n. 1911)
- Francesco Safina, medico italiano (n. 1900)
- Tino Santoni, direttore della fotografia italiano (n. 1913)
- Clemente Santopaolo, calciatore italiano (n. 1904)
- Viola Savoy, attrice statunitense (n. 1899)
- Michael Sharland, giornalista, fotografo e ornitologo australiano (n. 1899)
- Ben Sherman, stilista britannico (n. 1925)
- Margaret Somerville, schermitrice britannica (n. 1912)
- Stepan Spandarjan, cestista e allenatore di pallacanestro sovietico (n. 1906)
- Jiřina Štěpánová, cestista cecoslovacca (n. 1930)
- Gwen Sterry, tennista britannica (n. 1905)
- Giuseppe Vittorio Ugo, architetto, ingegnere e scenografo italiano (n. 1897)
- Vitalij Ušakov, nuotatore e pallanuotista sovietico (n. 1920)
- Bruno Velani, ingegnere e dirigente d'azienda italiano (n. 1904)
- Luigi Maria Veronesi, pittore e incisore italiano (n. 1899)
- Ralph Watts, cestista, allenatore di pallacanestro e dirigente sportivo canadese (n. 1927)
- Ray Wright, calciatore inglese (n. 1918)
- Yūsuf al-Khāl, poeta e scrittore siriano (n. 1917)
- Francisco Gomes da Costa, calciatore portoghese (n. 1919)